# Liste der Biografien/Sou
Liste der Biografien |
Portal Biografien |
Personensuche
# |
A |
B |
C |
D |
E |
F |
G |
H |
I |
J |
K |
L |
M |
N |
O |
P |
Q |
R |
S |
T |
U |
V |
W |
X |
Y |
Z |
?
 
Sa |
Sb |
Sc |
Sd |
Se |
Sf |
Sg |
Sh |
Si |
Sj |
Sk |
Sl |
Sm |
Sn |
So |
Sp |
Sq |
Sr |
Ss |
St |
Su |
Sv |
Sw |
Sy |
Sz
 
Soa |
Sob |
Soc |
Sod |
Soe |
Sof |
Sog |
Soh |
Soi |
Soj |
Sok |
Sol |
Som |
Son |
Soo |
Sop |
Sor |
Sos |
Sot |
Sou |
Sov |
Sow |
Sox |
Soy |
Soz
Die Liste der Biografien führt alle Personen auf, die in der deutschsprachigen Wikipedia einen Artikel haben. Dieses ist eine Teilliste mit 605 Einträgen von Personen, deren Namen mit den Buchstaben „Sou“ beginnt.

## Sou
- Sou, Sulu (* 1991), macauischer Parlamentarier
- Sou, Tit Linda (* 1989), kambodschanische Sprinterin

### Soua
- Souad, Fatma, türkischer LGBT-Aktivist
- Souakri, Salima (* 1974), algerische Judoka
- Soualem, Zinedine (* 1957), französischer SchauspielerZinedine Soualem (* 1957)

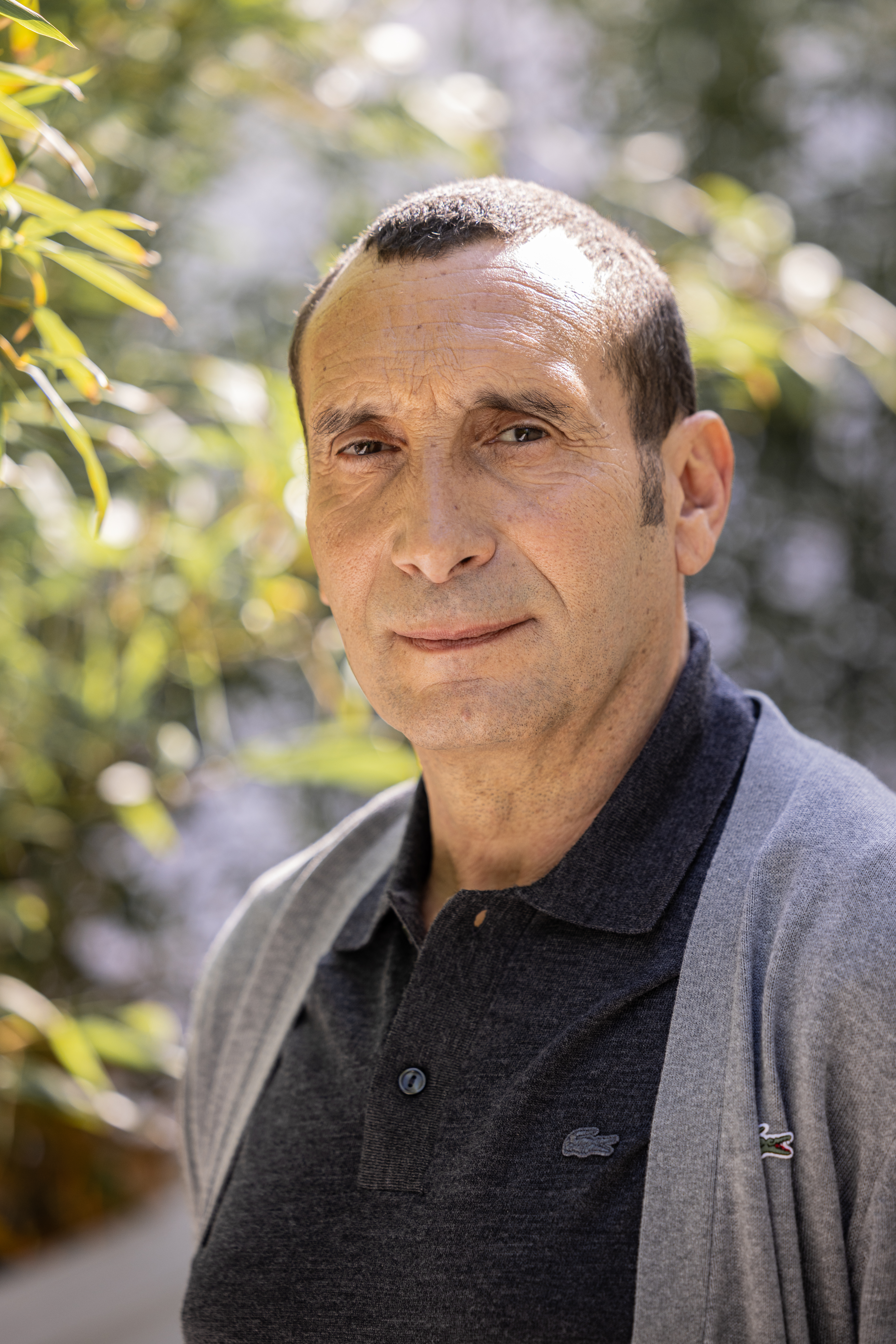
Zinedine Soualem (* 1957)

- Souancé, Charles de (1823–1896), französischer Ornithologe
- Souaré, Ahmed Tidiane (* 1951), guineischer Politiker und Premierminister (2008)
- Souaré, Cheick (* 2002), französisch-guineischer Fußballspieler
- Souaré, Pape (* 1990), senegalesischer Fußballspieler
- Souayah, Skander (* 1972), tunesischer Fußballspieler

### Soub
- Soubbotina, Julia (* 1968), russische Designerin, Kostüm- und Bühnenbildnerin sowie Malerin
- Soubeiran, Eugène (1797–1858), französischer Chemiker
- Souberbielle, Édouard (1899–1986), französischer Organist und Musikpädagoge
- Soubeste, Claude (1927–2021), französischer Diplomat
- Soubeyran, Brigitte (1932–2015), deutsche Schauspielerin und Theaterregisseurin
- Soubeyran, Daniel (1875–1959), französischer Ruderer
- Soubeyran, Jean (1921–2000), französischer Schauspieler, Pantomime und Regisseur
- Soubeyran, Pierre (1706–1775), genfer-französischer Kupferstecher und Enzyklopädist
- Soubeyrand, Manuel (1957–2022), deutscher Theaterintendant und -regisseur
- Soubeyrand, Sandrine (* 1973), französische Fußballspielerin
- Soubiran, Maria Theresia de (1834–1889), Ordensgründerin und Selige der römisch-katholischen Kirche
- Soubirous, Bernadette (1844–1879), französische HeiligeBernadette Soubirous (1844–1879)

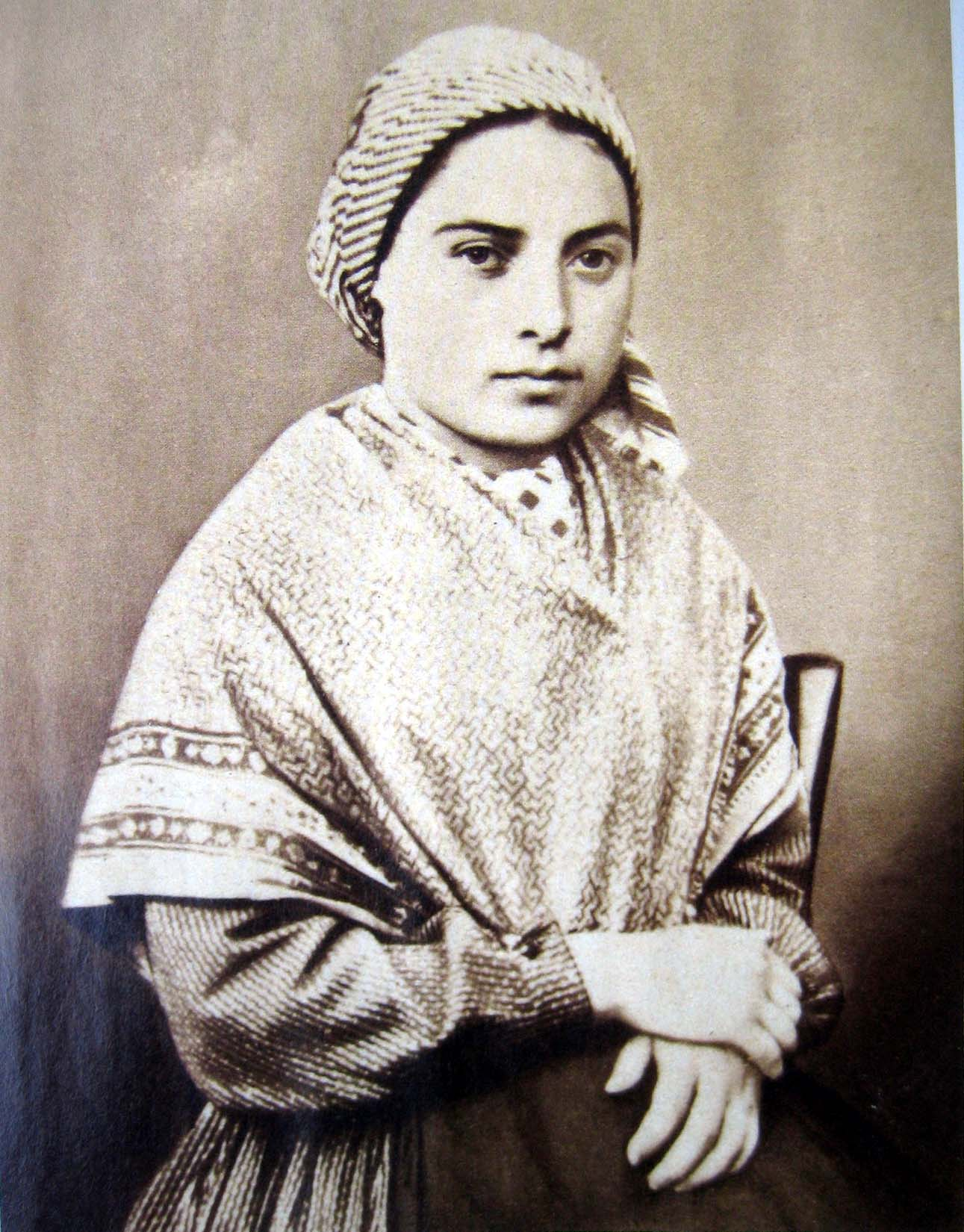
Bernadette Soubirous (1844–1879)

- Soubise, Julius (1754–1798), englischer Freigelassener und gesellschaftliche Persönlichkeit
- Soubre, Étienne (1813–1871), belgischer Komponist
- Soubrier, Georges Pierre (* 1933), französischer Geistlicher und emeritierter römisch-katholischer Bischof von Nantes
- Soubrier, Géraud-Marie (1826–1899), französischer Geistlicher und römisch-katholischer Bischof von Oran
- Soubry, Anna (* 1956), britische Juristin, Journalistin und Politikerin

### Souc
- Šouc, Vesna, serbische Dirigentin und Musikpädagogin
- Souček, Andy (* 1985), spanisch-österreichischer Automobilrennfahrer
- Soucek, Apollo (1897–1955), US-amerikanischer Vizeadmiral der US Navy
- Souček, Břetislav (* 1947), tschechoslowakischer Radrennfahrer
- Souček, František (* 1878), böhmischer Leichtathlet
- Soucek, Slavi (1898–1980), österreichischer Maler und Grafiker
- Souček, Stanislav (1870–1935), tschechischer Philologe slawischer Sprachen, Bohemist und Literaturhistoriker
- Soucek, Theodor (1919–2010), österreichischer Rechtsextremist
- Souček, Tomáš (* 1995), tschechischer FußballspielerTomáš Souček (* 1995)

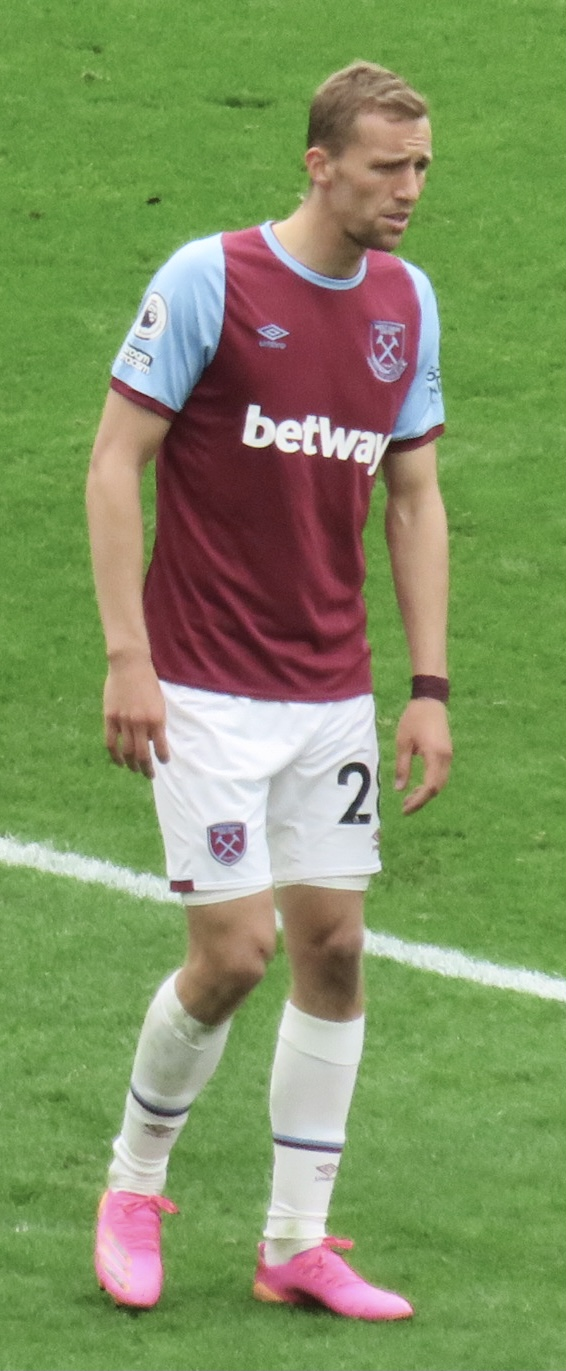
Tomáš Souček (* 1995)

- Souchard, Achille (1900–1976), französischer Radrennfahrer
- Souchay, Cornelius Carl (1768–1838), internationaler Tuchgroßhändler
- Souchay, Curt (1893–1978), deutscher Offizier, zuletzt Generalmajor, und Kommunalpolitiker
- Souchay, Eduard (1800–1872), Frankfurter Politiker und Mitglied der Frankfurter Nationalversammlung
- Souchay, Erich (1877–1941), deutscher Maler
- Souchay, Johann Daniel (1798–1871), deutsch-britischer Kaufmann
- Souchay, Marc André (1759–1814), deutscher Kaufmann
- Souchay, Marc André (1796–1868), deutscher Kaufmann und Musikliebhaber
- Souchay, Marc André (1824–1880), deutscher Kaufmann, Klavierlehre und Musikkritiker
- Souchay, Marc-André (1906–1991), deutscher Komponist von E-Musik
- Souchay, Paul (1849–1900), deutscher Maler
- Souchay, Theodor (1833–1903), deutscher Landwirt und Lyriker
- Souchereau, Kelsey, kanadische Squashspielerin
- Souches, Jean-Louis Raduit de (1608–1682), kaiserlicher Feldherr
- Souchier, Jérôme (1508–1571), französischer Geistlicher, Kardinal der Römischen Kirche, Mitglied des Zisterzienserorden
- Souchois, Sébastien, französischer Jazzmusiker, Arrangeur und Filmkomponist
- Souchon, Alain (* 1944), französischer Sänger und Schauspieler
- Souchon, Doc (1897–1968), US-amerikanischer Jazzmusiker und Autor
- Souchon, Hermann (1895–1982), deutscher Offizier und mutmaßlicher Mörder von Rosa Luxemburg
- Souchon, Lennart (* 1942), deutscher Militärtheoretiker, Stratege, Marineoffizier und Elektroingenieur
- Souchon, René (* 1943), französischer Politiker, Mitglied der Nationalversammlung
- Souchon, Wilhelm (1864–1946), deutscher Marineoffizier, zuletzt Admiral im Ersten Weltkrieg sowie Höchstkommandierender der osmanischen und bulgarischen SeestreitkräfteWilhelm Souchon (1864–1946)

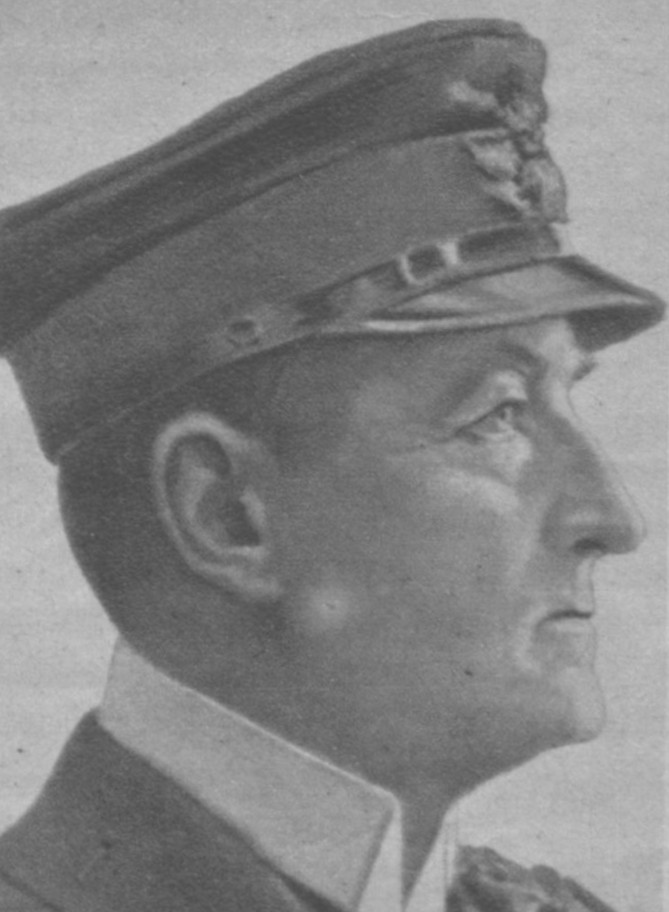
Wilhelm Souchon (1864–1946)

- Souchon, Wilhelm Ferdinand (1825–1876), deutscher Historien- und Genremaler
- Souchu, Nicolas (* 1958), französischer Geistlicher, römisch-katholischer Bischof von Aire und Dax
- Souchy, Augustin (1892–1984), deutscher Anarchist und AntimilitaristAugustin Souchy (1892–1984)

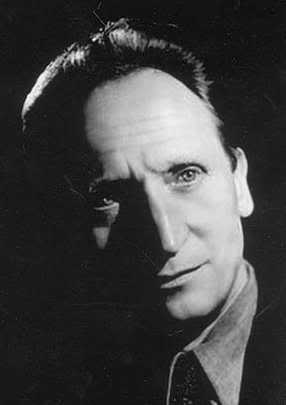
Augustin Souchy (1892–1984)

- Souci, Siegfried Walter (1904–1992), deutscher Lebensmittelchemiker
- Soucie, Kath (* 1953), US-amerikanische Synchronsprecherin
- Součková, Milada (1898–1983), tschechische Schriftstellerin und Literaturtheoretikerin
- Soucy, Carson (* 1994), kanadischer Eishockeyspieler
- Soucy, Fernando (1927–1975), kanadischer Sänger und Fiddlespieler
- Soucy, Gaétan (1958–2013), kanadischer Schriftsteller
- Soucy, Gene, US-amerikanischer Kunstflugpilot
- Soucy, Isidore (1899–1963), kanadischer Fiddlespieler und Komponist

### Soud
- Soudah, Wadi (* 1948), palästinensisch-deutscher Schriftsteller
- Soudan, Eugène (1880–1960), belgischer Politiker und Hochschullehrer
- Soudani, El Arbi Hillel (* 1987), algerisch-kroatischer Fußballspieler
- Soudant, Hubert (* 1946), niederländischer Dirigent
- Soudant, Joseph Hubertus (1922–2003), niederländischer Ordensgeistlicher, Bischof von Palembang
- Soudavar, Abolala (* 1945), persischer Kunstgeschichtler und Unternehmer
- Soudek, Ernst (* 1940), österreichischer Diskuswerfer und Kugelstoßer
- Souder, Mark (1950–2022), US-amerikanischer Politiker
- Soudi, Abdelhadi, marokkanischer Linguist
- Soudieux, Emmanuel (1919–2006), französischer Jazzmusiker
- Soudines, babylonischer Astronom
- Soudril, Jimy (* 1998), französischer Hürdenläufer
- Soudský, Bohumil (1922–1976), tschechoslowakischer Vorgeschichtsforscher

### Soue
- Soueif, Ahdaf (* 1950), ägyptisch-englische Schriftstellerin
- Soueif, Joseph (* 1962), libanesischer Geistlicher, maronitischer Erzbischof von Tripoli
- Soueif, Laila (* 1956), ägyptische Menschen- und Frauenrechtsaktivistin
- Soueina, Vatma Vall Mint (* 1977), mauretanische Politikerin
- Souers, Sidney William (1892–1973), erster Direktor der CIA

### Souf
- Soufflet, Jacques (1912–1990), französischer Politiker und Offizier
- Soufflot, Jacques-Germain (1713–1780), französischer Architekt
- Souffriau, Free (* 1980), belgische Schauspielerin, Sängerin und Musicaldarstellerin
- Souffrin, Paul (1932–2025), französischer Politiker
- Souffront, Frank († 1995), puerto-ricanischer Sänger
- Soufi, Danny (* 2003), US-amerikanischer Automobilrennfahrer
- Soufi, Mahmoud (1971–2019), somalischer Fußballspieler mit katarischer Staatsbürgerschaft
- Soufi, Mohammad (* 1993), syrischer Poolbillardspieler
- Soufian (* 1996), deutscher RapperSoufian (* 1996)

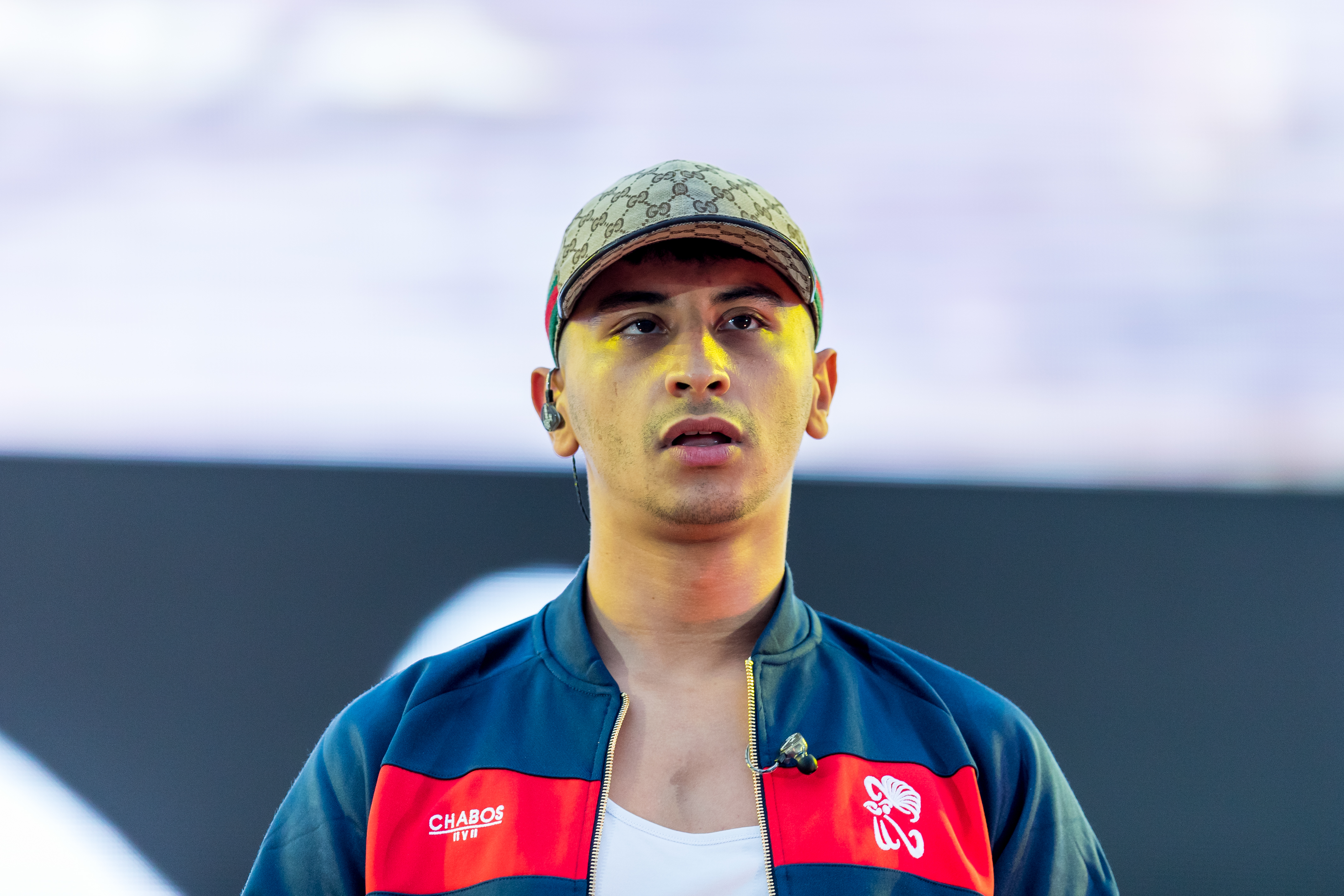
Soufian (* 1996)

- Souflias, Georgios (* 1941), griechischer Politiker

### Soug
- Sougez, Emmanuel (1889–1972), französischer Fotograf und Autor
- Sougou, Modou (* 1984), senegalesischer Fußballspieler

### Souh
- Souhaitty, Jean-Jacques, französischer Franziskaner
- Souham, Joseph (1760–1837), französischer General
- Souhrada, Josef (1838–1892), tschechischer Priester und Schriftsteller
- Souhrada, Josef (* 1955), österreichischer Jurist und Fachautor in Sozialrecht und Rechtsinformatik
- Souhrada-Kirchmayer, Eva, österreichische Datenschutzexpertin

### Soui
- Souici, Rayan (* 1998), französischer Fußballspieler
- Souillac, Jean-Georges de (1685–1750), französischer Prälat und Bischof der Diözese Lodève
- Souissi, Zine el-Abidine (* 1984), tunesischer Fußballspieler

### Souk
- Souka, Irene, griechische EU-Beamtin und Generaldirektor
- Soukal, Karl-Heinz (* 1940), deutscher Brigadegeneral des Heeres der Bundeswehr
- Soukalová, Gabriela (* 1989), tschechische BiathletinGabriela Soukalová (* 1989)

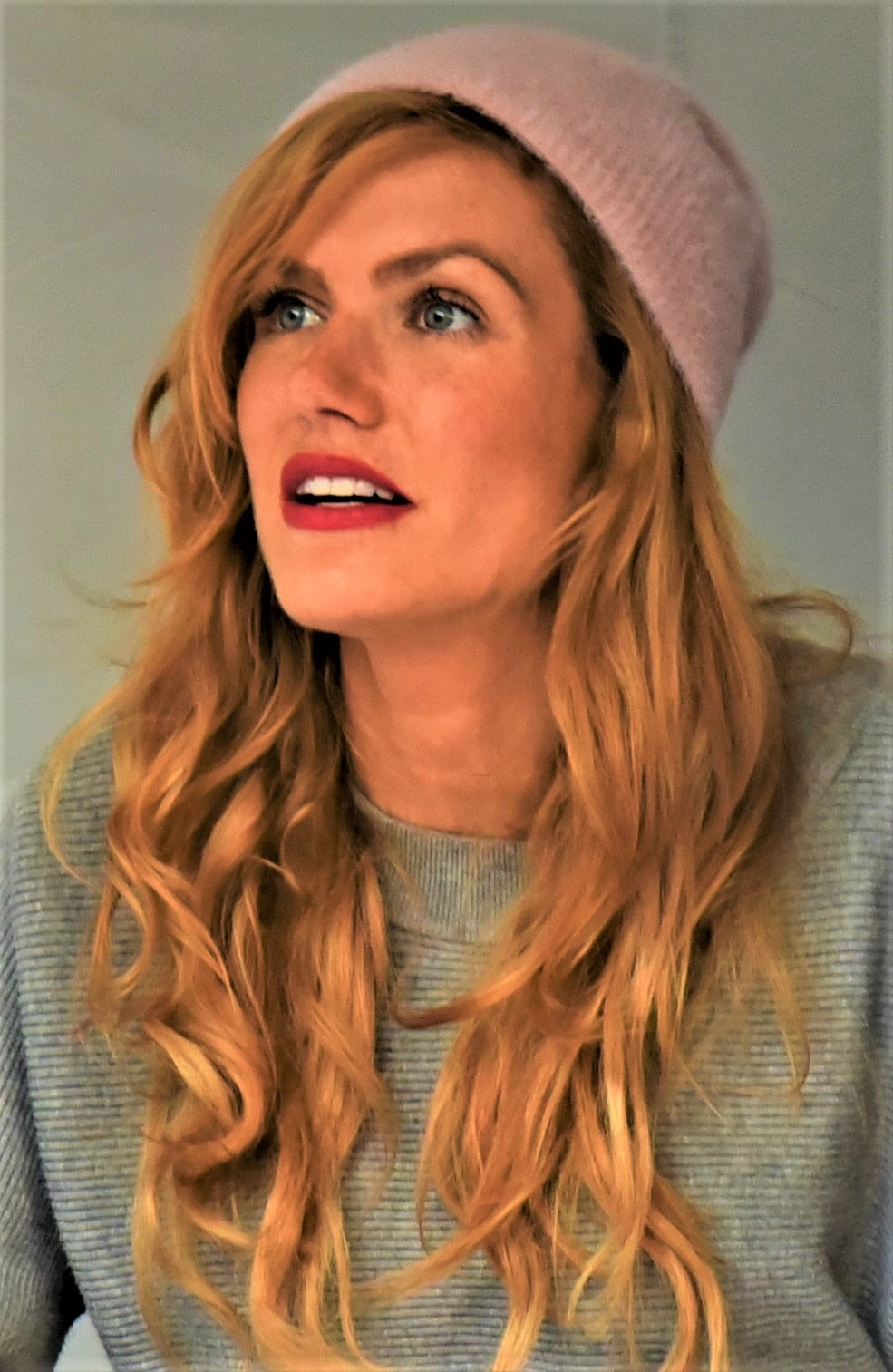
Gabriela Soukalová (* 1989)

- Soukas, Vasilis (1931–1993), griechischer Klarinettist
- Soukhane, Abderrahmane (1936–2015), algerisch-französischer Fußballspieler
- Soukkarie, Etienne (1868–1921), syrischer Patriarchalvikar von Alexandria (Ägypten)
- Soukop, Elvira, österreichische Opernsängerin (Mezzosopran)
- Soukou, Cebio (* 1992), deutsch-beninischer Fußballspieler
- Soukoulis, Costas M. (1951–2024), griechisch-US-amerikanischer Physiker
- Soukouna, Amadou (* 1992), französischer Fußballspieler
- Souksavanh, Ketsada (* 1992), laotischer Fußballspieler
- Soukup, Christoph (* 1980), österreichischer Mountainbikefahrer
- Soukup, František (1871–1940), tschechischer Politiker, Rechtsanwalt und Journalist
- Soukup, Friedrich (* 1899), Schriftsteller
- Soukup, Gunther (1930–1997), deutscher Pädagoge und Hochschullehrer
- Soukup, Jaroslav (* 1982), tschechischer Biathlet
- Soukup, Klaus (* 1936), österreichischer Politiker (SPÖ), Landtagsabgeordneter
- Soukup, Luboš (* 1985), tschechischer Jazzmusiker (Saxophon, Klarinette, Komposition)
- Soukup, Martha (* 1959), US-amerikanische Science-Fiction-Autorin
- Soukup, Martin (1853–1934), österreichischer Politiker (DnP), Abgeordneter zum Nationalrat
- Soukup, Matthew (* 1997), kanadischer Skispringer
- Soukup, Miroslav (* 1965), tschechischer Fußballspieler und -trainer
- Soukup, Ondřej (* 1951), tschechischer Musiker und Komponist
- Soukup, Pavel (* 1965), tschechoslowakischer Radrennfahrer
- Soukup, Pavel (* 1971), tschechischer Mittelstreckenläufer
- Soukup, Roman (* 1955), deutscher Fotograf, Künstler und Kulturmanager
- Soukup, Sebastian, deutscher Szenenbildner und Filmarchitekt
- Soukup, Uwe (* 1956), deutscher Journalist und Buchautor
- Soukup-Altrichter, Katharina (* 1960), österreichische Pädagogin und Hochschullehrerin
- Soukupová, Petra (* 1982), tschechische Schriftstellerin

### Soul
- Soul Jah Love (1989–2021), simbabwischer Zimdancehall-Sänger
- Soul, David (1943–2024), US-amerikanischer Schauspieler und SängerDavid Soul (1943–2024)

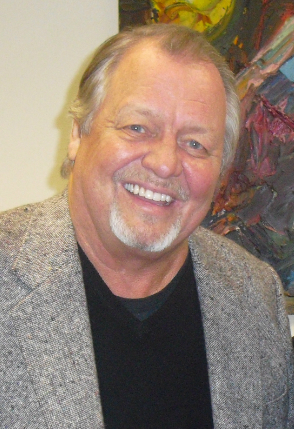
David Soul (1943–2024)

- Soul, Jimmy (1942–1988), US-amerikanischer Popsänger
- Soul, Netth (* 1972), ivorischer Musiker
- Soulage, Marcelle (1894–1970), französische Komponistin und Musikpädagogin
- Soulages, Pierre (1919–2022), französischer Maler und Grafiker
- Soulama, Aïssata (* 1979), burkinische Athletin
- Soulary, Joséphin (1815–1891), französischer Dichter
- Soulas, Louis-Joseph (1905–1954), französischer Maler und Grafiker
- Soulé Youssouf, Faïza (* 1985), komorische Journalistin und Schriftstellerin
- Soule, Carl (1906–1988), US-amerikanischer Methodistenpastor
- Soule, Chris (* 1973), US-amerikanischer Skeletonpilot
- Soulé, Christophe (* 1951), französischer Mathematiker
- Soule, Jeremy (* 1975), US-amerikanischer Komponist
- Soulé, Matías (* 2003), argentinischer Fußballspieler
- Soulé, Michael E. (1936–2020), US-amerikanischer Biologe
- Soule, Nathan (1790–1860), US-amerikanischer Jurist und Politiker
- Soulé, Olan (1909–1994), US-amerikanischer Schauspieler und Synchronsprecher
- Soulé, Pierre (1801–1870), US-amerikanischer Politiker französischer Herkunft
- Soule, Robert H. (1900–1952), US-amerikanischer Offizier, Generalmajor der US-Army
- Souleidis, Georgios (* 1972), griechischer SchachspielerGeorgios Souleidis (* 1972)

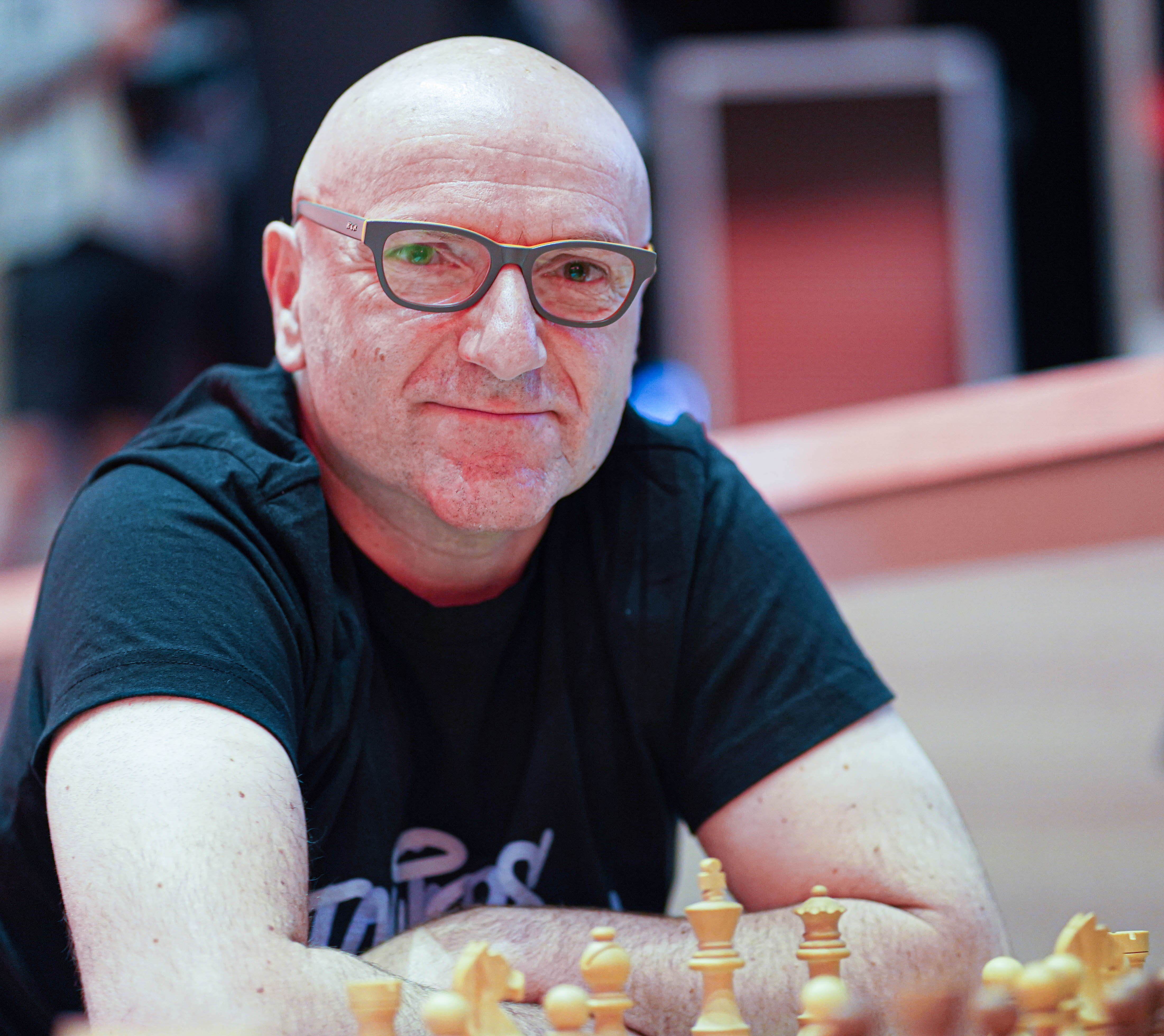
Georgios Souleidis (* 1972)

- Souleiman, Ayanleh (* 1992), dschibutischer Mittelstreckenläufer
- Souleiman, Moussa (* 1962), dschibutischer Leichtathlet
- Soules, Dale (* 1946), US-amerikanische Schauspielerin
- Soules, John de, schottischer Ritter und Politiker
- Soulet, Maurice Jean (1926–1995), französischer Vizeadmiral
- Souley, Hamadou, nigrischer Politiker
- Souley, Mamane (* 1965), nigrischer Offizier
- Souley, Zalika (1947–2021), nigrische Schauspielerin
- Souleyet, Louis François Auguste (1811–1852), französischer Malakologe und Schiffsarzt
- Souleyman, Omar (* 1966), syrischer SängerOmar Souleyman (* 1966)

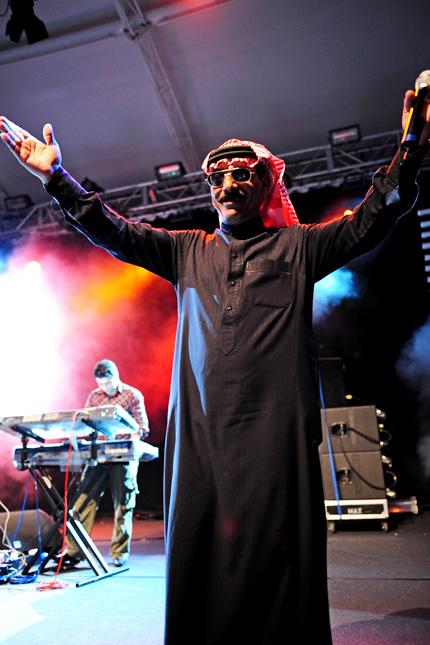
Omar Souleyman (* 1966)

- Souleymane, Nafissa (* 1992), nigrische Sprinterin
- Souleymane, Salou (* 1953), nigrischer General
- Souleymane, Zakariya (* 1994), nigrischer Fußballspieler
- Soulez Larivière, Cosima (* 1996), französisch-niederländische Geigerin
- Souliaert, Carolus, franko-flämischer Komponist der Renaissance
- Soulié, Francesc (* 1978), andorranischer Skilangläufer
- Soulié, Frédéric (1800–1847), französischer Bühnenschriftsteller, Dichter, Journalist und Kritiker
- Soulié, Guy (1920–2015), französischer Astronom
- Soulié, Laure (* 1987), französische bzw. andorranische Biathletin
- Soulier, Charles, französischer Fotograf und Inhaber einer Fotoagentur für Stereoskopien
- Soulier, Fabrice (* 1969), französischer Pokerspieler
- Soulier, François (* 1966), französischer Schlagzeuger
- Soulier, Jean-Pierre (1915–2003), französischer Mediziner und Hämatologe
- Soulier, Léon (1924–2016), französischer Geistlicher und römisch-katholischer Bischof von Limoges
- Soulimenko, Oleg (* 1960), russischer Tänzer und Choreograf
- Souliotis, Elena (1943–2004), griechische Opernsängerin (Sopran)
- Soulis, Anastasios (* 1987), schwedischer Schauspieler
- Soulis, John († 1318), schottischer Ritter
- Soulis, Nicholas de († 1265), schottischer Adliger
- Soulis, Nicholas de († 1296), schottischer Adliger
- Soulis, William, schottischer Adliger und Verschwörer
- Soulis, William de, schottischer Adliger, Beamter und Diplomat
- Soulja Boy (* 1990), US-amerikanischer RapperSoulja Boy (* 1990)

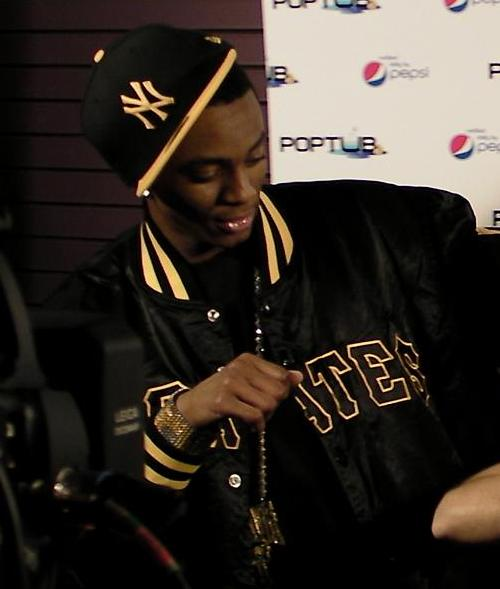
Soulja Boy (* 1990)

- Soulja Slim (1977–2003), US-amerikanischer Rapper
- Soullie, Catherine (* 1954), französische Politikerin (UMP), MdEP
- Soullier, Louis (1826–1897), Generaloberer der Oblaten der Makellosen Jungfrau Maria
- Soulouque, Faustin (1782–1867), Kaiser von Haiti
- Soulsby, Lawson, Baron Soulsby of Swaffham Prior (1926–2017), britischer Politiker, Tierarzt, Parasitologe und Hochschullehrer
- Soulsby, Lucy (1856–1927), englisch-britische Schuldirektorin und Anti-Suffragette
- Soult, Nicolas Jean-de-Dieu (1769–1851), französischer General, Marschall von Frankreich
- Souly, deutscher Sänger und Rapper

### Soum
- Soum, Henry (1899–1983), monegassischer Politiker
- Soumagne, Ludwig (1927–2003), deutscher Mundartdichter
- Soumagne, Pierre (* 1987), französischer Karambolagespieler
- Soumah, Alhassane (* 1996), guineischer Fußballspieler
- Soumah, Ibrahima († 2002), guineischer Diplomat
- Soumah, M’mah (* 1985), guineische Judoka
- Soumah, Ndèye Fatou (* 1986), senegalesische Leichtathletin
- Soumahoro, Aboubaka (* 2005), französischer FußballspielerAboubaka Soumahoro (* 2005)

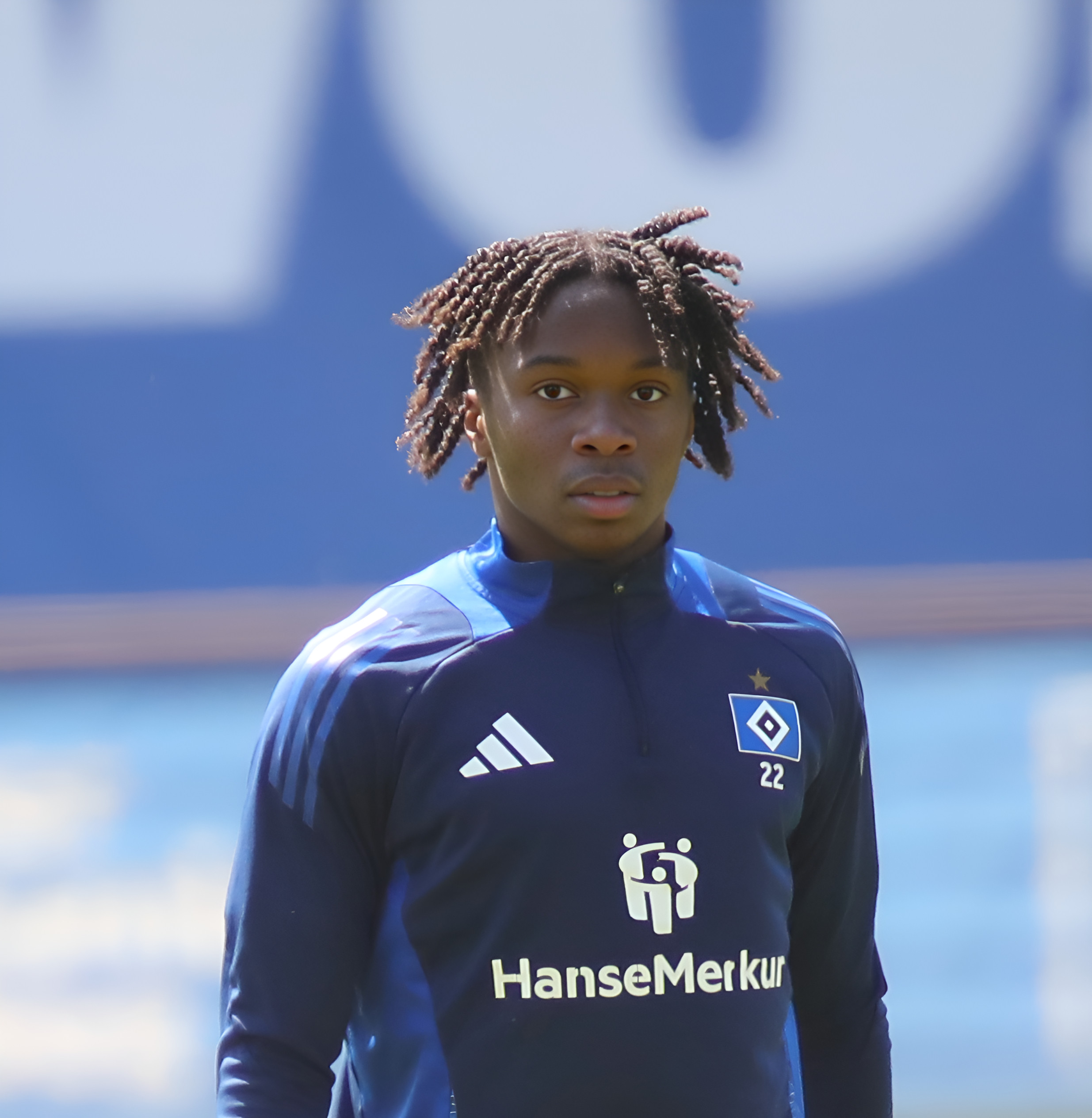
Aboubaka Soumahoro (* 2005)

- Soumahoro, Yaya (* 1989), ivorischer Fußballspieler
- Soumaïla, Mohamed (* 1994), nigrischer Fußballspieler
- Soumana, Boubagar, nigrischer Boxer
- Soumano, Adja, malische Musikerin
- Soumano, Moussa (* 2005), französisch-malischer Fußballspieler
- Soumano, Sambou (* 2001), senegalesischer Fußballspieler
- Soumaré, Bakary (* 1985), malischer Fußballspieler
- Soumaré, Boubakary (* 1999), französischer Fußballspieler
- Soumaré, Cheikh Hadjibou (* 1951), senegalesischer Politiker, Ministerpräsident des Senegal
- Soumaré, El Hadji Malick (* 1997), senegalesischer Sprinter
- Soumaré, Issa (* 2000), senegalesischer Fußballspieler
- Soumaré, Mamadou (* 1992), malischer Schwimmer
- Soumaré, Myriam (* 1986), französische Sprinterin
- Soumaré, Yaya (* 2000), französisch-malischer Fußballspieler
- Soumet, Alexandre (1786–1845), französischer Schriftsteller und Mitglied der Académie française
- Soumikh, Marco (* 1985), deutscher Schauspieler und Sänger
- Soumm, Alexandra (* 1989), französische Violinistin

### Soun
- Souna, Issaka (* 1954), nigrischer Jurist und Wahlexperte
- Soundarajan, Santhi (* 1981), indische Leichtathletin
- Soundararajan, K. (* 1973), indisch-US-amerikanischer Mathematiker
- Souness, Graeme (* 1953), schottischer Fußballspieler und Fußballtrainer
- Souni, Dahabaya Oumar (* 1992), tschadische Journalistin und Medienberaterin
- Sounio, Lisa (* 1970), finnische Unternehmerin, Dozentin und Brand-Expertin
- Sounthone Vichit, Thongdy (1905–1968), laotischer Politiker und Komponist

### Soup
- Soupault, Philippe (1897–1990), französischer Dichter und Schriftsteller
- Soupault, Ré (1901–1996), französische Fotografin
- Soupe, Geoffrey (* 1988), französischer Radrennfahrer
- Souphanouvong (1909–1995), laotischer Politiker

### Souq
- Souque, Lionel (* 1971), französischer ManagerLionel Souque (* 1971)

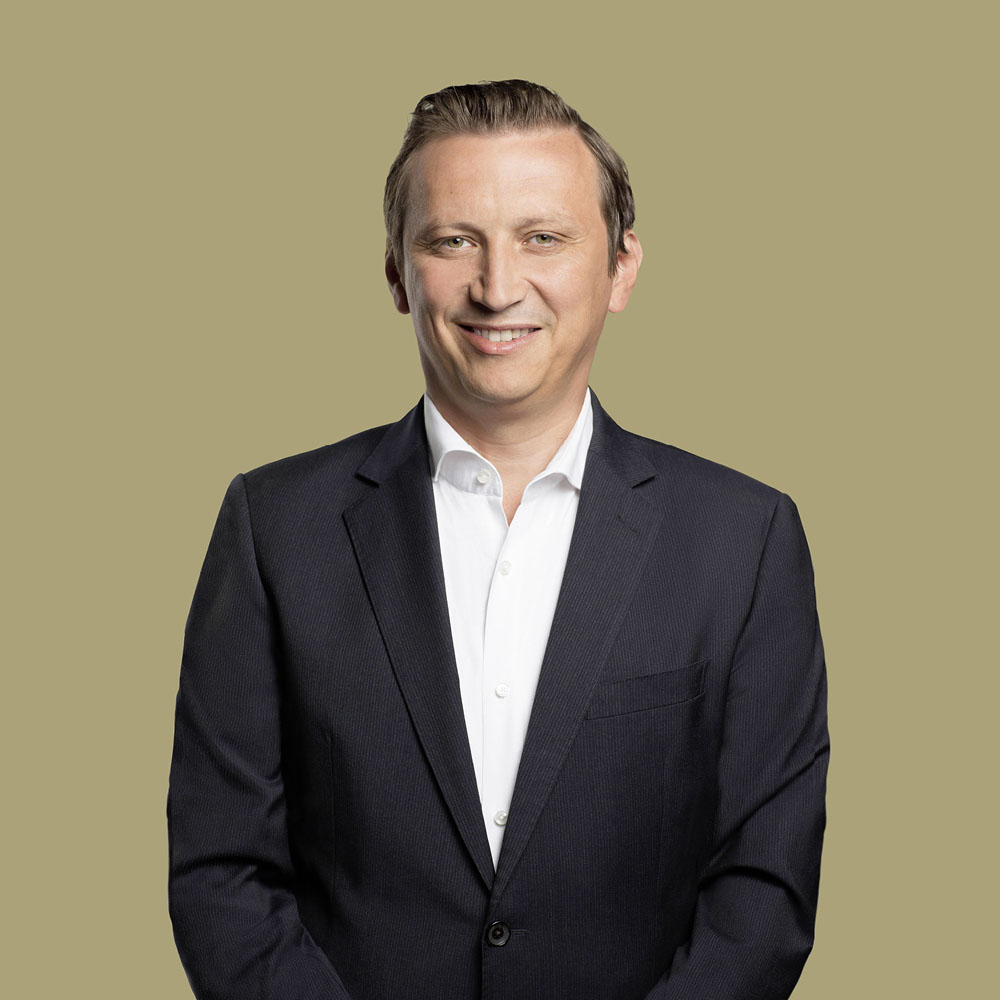
Lionel Souque (* 1971)

- Souquès, Pierre (1910–2007), französischer Politiker, Mitglied der Nationalversammlung
- Souquet, Ralf (* 1968), deutscher Poolbillardspieler

### Sour
- Sour, Hilda (1915–2003), chilenische Schauspielerin und Sängerin
- Soura, Alima (* 1984), burkinische Sprinterin
- Souradny, Karl (1904–1973), deutscher Architekt
- Sourani, Raji (* 1953), palästinensischer Anwalt und Menschenrechtsaktivist
- Souraphiel, Berhaneyesus Demerew (* 1948), äthiopischer Geistlicher, Erzbischof von Addis Abeba
- Souray, Sheldon (* 1976), kanadischer Eishockeyspieler
- Šourek, Antonín Václav (1857–1926), tschechischer Mathematiker
- Šourek, Ondřej (* 1983), tschechischer Fußballspieler
- Souren, Scarlett (* 2003), niederländischer Radrennfahrerin
- Sourgens, Hildegard, deutsche Ärztin und Fachbuchautorin
- Souriau, Étienne (1892–1979), französischer Philosoph und Ästhetiker
- Souriau, Jean-Marie (1922–2012), französischer Mathematiker
- Souris, Léo (1911–1990), belgischer Jazzmusiker
- Sourisse, Benoît (* 1964), französischer Jazzmusiker (Piano, Hammondorgel, Komposition)
- Sourisse, Dominique (* 1967), französischer Dirigent, Musikdirektor und Hochschullehrer
- Sourisse, Pascale (* 1962), französische Ingenieurin und Unternehmerin
- Sourisseau, Laurent (* 1966), französischer Cartoonist und KarikaturistLaurent Sourisseau (* 1966)

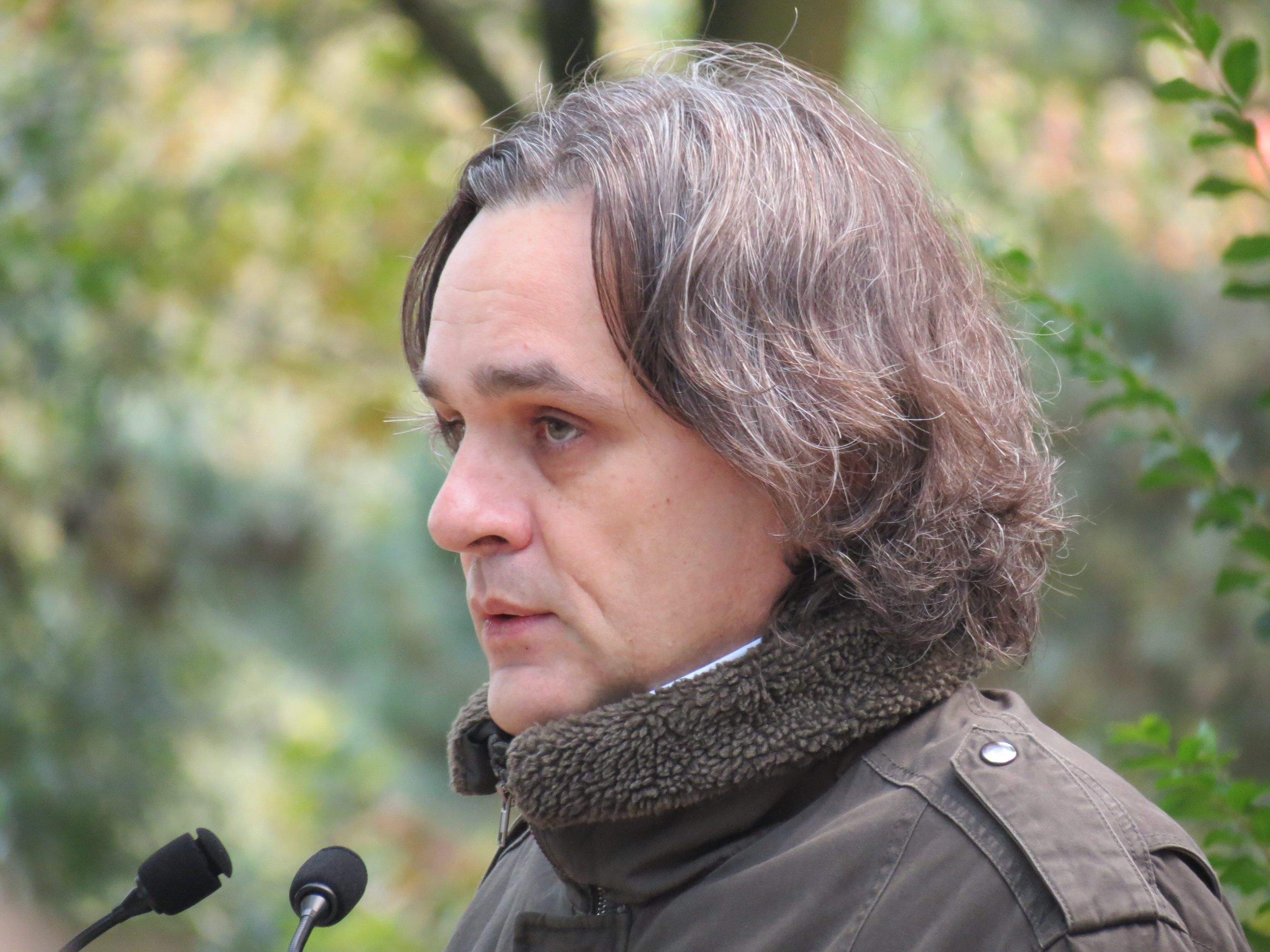
Laurent Sourisseau (* 1966)

- Sourisseaux, Kurt Leo (1927–2015), deutscher Opernsänger (Tenor), Schauspieler und Regisseur
- Sourjik, Victor (* 1970), belarussisch-deutscher Physiker und Molekularbiologe
- Sourmelis, Dionysios, Freiheitskämpfer der Griechischen Revolution, Historiker und Orator
- Sournatcheva, Maria (* 1988), russische Oboistin Solo-Oboistin im Musikkollegium Winterthur
- Sourour, Mohamed (1940–2022), marokkanischer Boxer
- Sourozh, Anthony von (1914–2003), russisch-orthodoxer Metropolit der Diözese von Sourozh
- Sourrieu, Guillaume-Marie-Romain (1825–1899), französischer Geistlicher, Erzbischof von Rouen und Kardinal
- Sourvinou-Inwood, Christiane (1945–2007), griechische Gräzistin und Religionshistorikerin
- Soury, Jules (1842–1915), französischer Schriftsteller, Philosoph, Übersetzer und Historiker der Neurowissenschaften
- Sourzat, Raoul (1879–1965), französischer Turner

### Sous
- Sous, Albert (* 1935), deutscher Goldschmied und Bildhauer
- Sous, Alfred (1925–2011), deutscher Oboist, Hochschullehrer und Autor
- Sous, Dietmar (* 1954), deutscher Schriftsteller
- Sousa Aranha, Olavo Egídio de (1862–1928), brasilianischer Politiker und Bankier
- Sousa Braga, Antônio de (1841–1900), brasilianischer Großgrundbesitzer und Politiker
- Sousa Caldas (1762–1814), portugiesisch-brasilianischer Dichter und Autor
- Sousa Campos, Richard Danilo Maciel (* 1990), belgisch-brasilianischer Fußballspieler
- Sousa Campos, Wanderson Maciel (* 1994), belgischer Fußballspieler
- Sousa Cardoso, José Carlos (* 1937), portugiesischer Radrennfahrer
- Sousa Costa, Emília de (1877–1959), portugiesische Journalistin
- Sousa Costa, Jorge (1928–2021), portugiesischer Schauspieler
- Sousa De Oliveira, Pedro Augusto (* 2004), brasilianischer Beachvolleyballspieler
- Sousa e Silva, Fernando de (1712–1786), Kardinal der katholischen Kirche
- Sousa Fernandes, Fernando (* 1956), portugiesischer Radrennfahrer
- Sousa Franquelo, Francisco David (* 1980), spanischer Fußballspieler
- Sousa Gentil, Manuel Paulo de (1870–1937), portugiesischer Offizier und Kolonialverwalter
- Sousa Lara, António (* 1952), portugiesischer Politiker und Professor
- Sousa Mendes, Aristides de (1885–1954), portugiesischer Generalkonsul in Bordeaux und Retter (von 30.000 Menschen) im Zweiten WeltkriegAristides de Sousa Mendes (1885–1954)

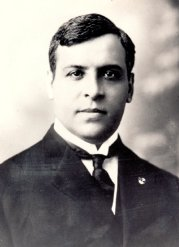
Aristides de Sousa Mendes (1885–1954)

- Sousa Neto, Antônio de (1803–1866), brasilianischer Politiker und Militär
- Sousa Oelsner, Dennis de (* 1996), brasilianisch-deutscher Fußballspieler
- Sousa Santos, Boaventura de (* 1940), portugiesischer Soziologe
- Sousa Uva, Rita (* 1972), portugiesische Schriftstellerin und Juristin
- Sousa Valério, Rui Manuel (* 1964), portugiesischer römisch-katholischer Ordensgeistlicher, Patriarch von LissabonRui Manuel Sousa Valério (* 1964)

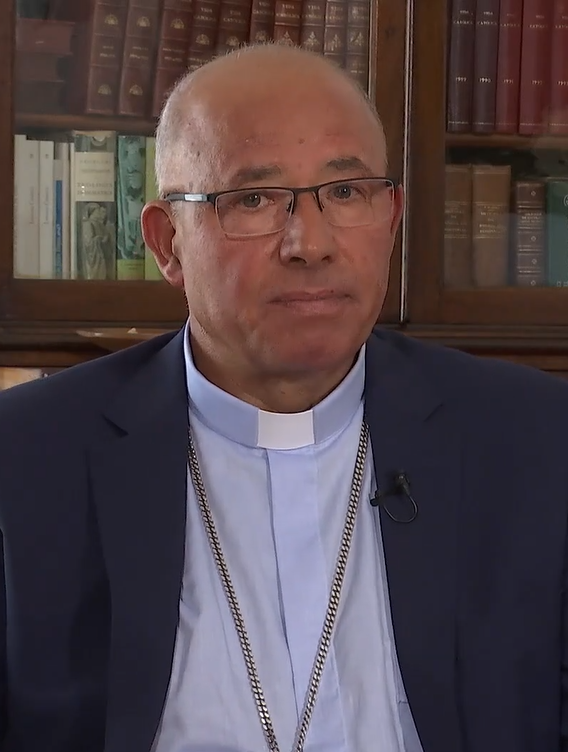
Rui Manuel Sousa Valério (* 1964)

- Sousa Viterbo, Francisco Marques de (1845–1910), portugiesischer Dichter, Archäologe, Historiograph und Journalist
- Sousa, Agate de (* 2000), portugiesische Leichtathletin aus São Tomé und Príncipe
- Sousa, Alda (* 1953), portugiesische Politikerin, MdEP
- Sousa, Andreia (* 1986), portugiesische Fußballschiedsrichterassistentin
- Sousa, António (* 1957), portugiesischer Fußballspieler und -trainer
- Sousa, António de (* 1957), portugiesischer Schriftsteller
- Sousa, António Teixeira de (1857–1917), portugiesischer Politiker
- Sousa, António Verdial de (* 1963), osttimoresischer Politiker
- Sousa, Aurélia de (1866–1922), chilenisch-portugiesische Malerin
- Sousa, Aurélio Pinto de (* 1974), brasilianischer römisch-katholischer Geistlicher und Bischof von Quixadá
- Sousa, Berta Alves de (1906–1997), portugiesische Pianistin, Komponistin und Dirigentin
- Sousa, Brigido de († 2024), osttimoresischer Finanzbeamter
- Sousa, Caetano Reis e (* 1968), portugiesischer Immunologe
- Sousa, Camilo de (* 1953), mosambikanischer Regisseur und Filmemacher
- Sousa, Carlos (* 1966), portugiesischer Rallyefahrer
- Sousa, Cláudia (1975–2014), portugiesische Biologin und Primatologin
- Sousa, Constança Urbano de (* 1967), portugiesische Politikerin und Rechtswissenschaftlerin
- Sousa, Crislan Henrique da Silva de (* 1992), brasilianischer Fußballspieler
- Sousa, Daniel (* 1974), portugiesischer Animator
- Sousa, David de (1881–1918), portugiesischer Violoncellist, Dirigent und Komponist
- Sousa, David de (1911–2006), portugiesischer Geistlicher, Bischof von Funchal und Erzbischof von Évora
- Sousa, Domingos Francisco de (* 1947), osttimoresischer Freiheitsaktivist und Diplomat
- Sousa, Dyego (* 1989), portugiesischer Fußballspieler
- Sousa, Edson Rolando Silva (* 1983), portugiesischer Fußballspieler
- Sousa, Filipa (* 1985), portugiesische Sängerin
- Sousa, Francisco Félix de (1754–1849), brasilianischer SklavenhändlerFrancisco Félix de Sousa (1754–1849)

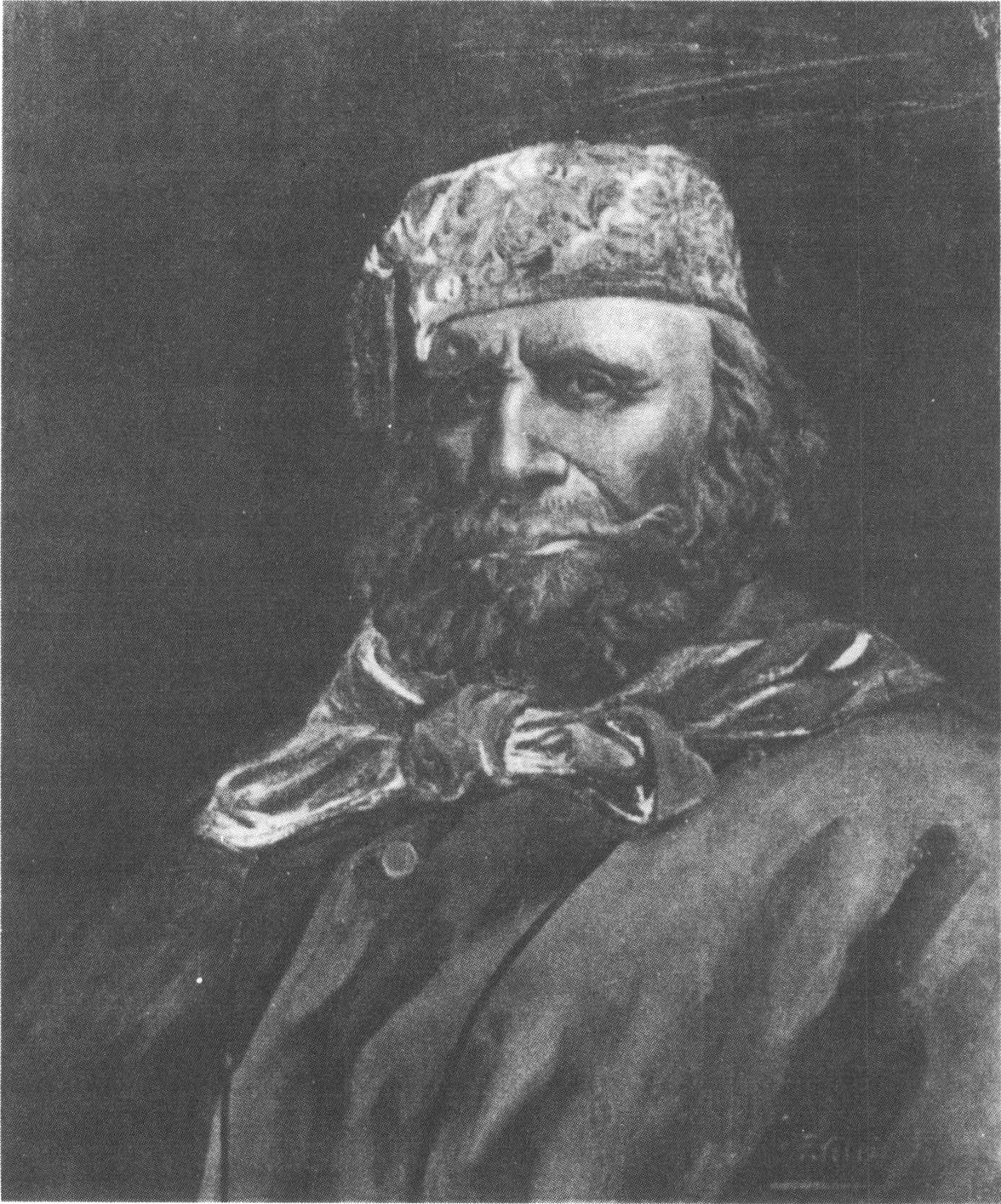
Francisco Félix de Sousa (1754–1849)

- Sousa, Francisco Franco de (1885–1955), portugiesischer Bildhauer
- Sousa, Gabriel Soares de, portugiesischer Forscher, Seefahrer, Händler und Kolonist
- Sousa, Gastão, osttimoresischer Politiker
- Sousa, Gregório de, osttimoresischer Politiker und Diplomat
- Sousa, Henrique Teixeira de (1919–2006), kap-verdischer Mediziner und Schriftsteller
- Sousa, Herbert José de (1935–1997), brasilianischer Soziologe und Bürgerrechtler
- Sousa, Higino de (1862–1904), portugiesischer Mediziner
- Sousa, Jerónimo de (* 1947), portugiesischer Politiker
- Sousa, João (* 1989), portugiesischer Tennisspieler
- Sousa, João Bosco Barbosa de (* 1952), brasilianischer Ordensgeistlicher, römisch-katholischer Bischof von Osasco
- Sousa, João Crisóstomo de Abreu e (1811–1895), portugiesischer Politiker, Ministerpräsident
- Sousa, Joelma (* 1984), brasilianische Sprinterin
- Sousa, John Philip (1854–1932), US-amerikanischer Bandleader und KomponistJohn Philip Sousa (1854–1932)

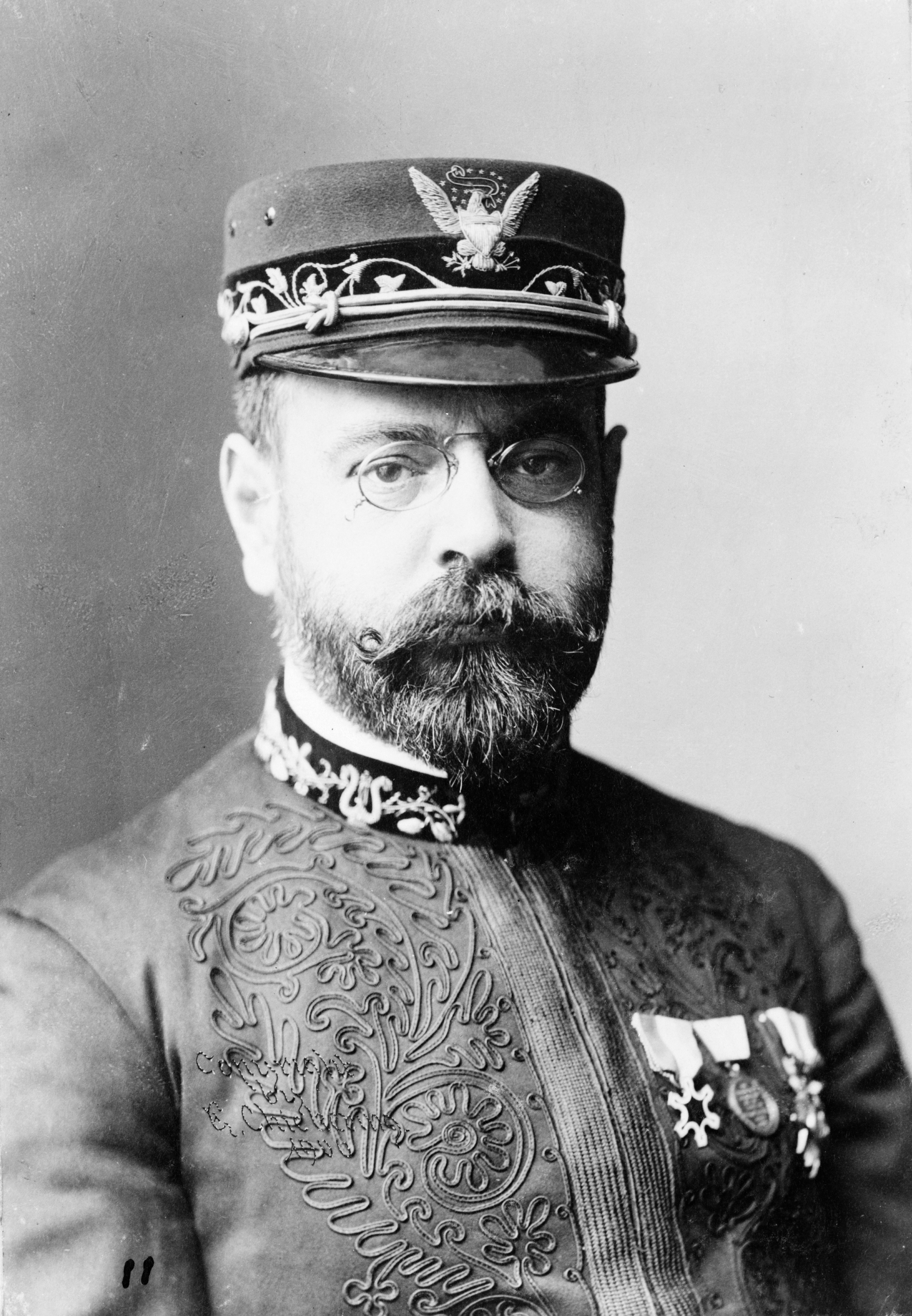
John Philip Sousa (1854–1932)

- Sousa, Jorge (* 1975), portugiesischer Fußballschiedsrichter
- Sousa, José Joaquim de, portugiesischer Gouverneur von Portugiesisch-Timor
- Sousa, José Oliveira de (* 1974), portugiesischer Dartspieler
- Sousa, Kathellen (* 1996), brasilianische Fußballspielerin
- Sousa, Leandro Cesar de (* 1979), brasilianischer Fußballspieler
- Sousa, Luis de († 1632), portugiesischer Schriftsteller und Historiker
- Sousa, Luís Manuel Barreira de (* 1957), portugiesischer Diplomat
- Sousa, Manuel Caetano de (1742–1802), portugiesischer Architekt des Barock
- Sousa, Manuel de, Chef der Besi Merah Putih in Osttimor
- Sousa, Martim Afonso de, portugiesischer Seefahrer und Kolonisator
- Sousa, Mauricio de (* 1935), brasilianischer Comicautor
- Sousa, Noémia de (1926–2002), mosambikanische Dichterin und Journalistin
- Sousa, Paulo (* 1970), portugiesischer Fußballspieler und -trainerPaulo Sousa (* 1970)

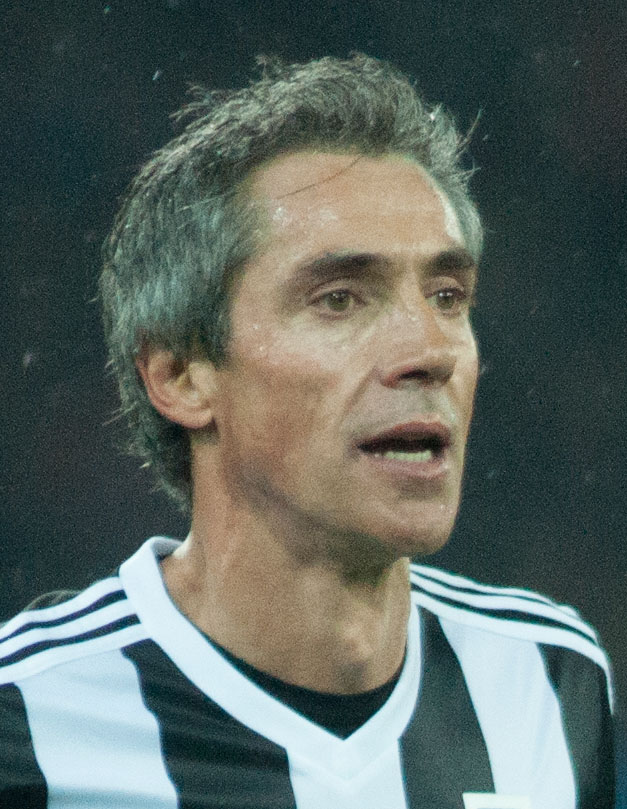
Paulo Sousa (* 1970)

- Sousa, Pedro (* 1988), portugiesischer Tennisspieler
- Sousa, Pedro Luís Pereira de (1839–1884), brasilianischer Anwalt, Politiker, Redner, Journalist und Dichter
- Sousa, Pio Gonçalo Alves de (* 1945), portugiesischer römisch-katholischer Geistlicher und Weihbischof in Porto
- Sousa, Porfírio Zeferino de, portugiesischer Offizier und Kolonialverwalter
- Sousa, Regina de (* 1971), osttimoresische Verwaltungsbeamtin
- Sousa, Ricardo (* 1979), portugiesischer Fußballspieler
- Sousa, Rui (* 1976), portugiesischer Radrennfahrer
- Sousa, Sade de (* 2001), namibische Sprinterin
- Sousa, Tamara de (* 1993), brasilianische Siebenkämpferin
- Sousa, Travian (* 2001), US-amerikanischer Fußballspieler
- Sousa, Wellington Luís de (* 1988), brasilianischer Fußballspieler
- Sousa-Poza, Alfonso (* 1970), Schweizer Ökonom
- Sousley, Franklin (1925–1945), US-amerikanischer Soldat
- Soussa, Edmond (1898–1989), ägyptischer Karambolagespieler und Billardfunktionär
- Soussan, Benjamin (* 1943), deutscher orthodoxer Rabbiner
- Soussan, Julien Chaim (* 1968), deutscher Rabbiner
- Soussan, Sabrina (* 1969), französisch-deutsche Ingenieurin und Managerin
- Soussanin, Nicholas (1889–1981), Schauspieler
- Soussi, Mohamed (* 1993), tunesischer Handballspieler
- Soust de Borckenfeldt, Adolphe van (1824–1877), belgischer Dichter und Kunsthistoriker
- Soustelle, Jacques (1912–1990), französischer Ethnologe und Politiker, Mitglied der Nationalversammlung

### Sout
- Soutar, Alan (* 1978), schottischer Dartspieler
- Soutendijk, Renée (* 1957), niederländische SchauspielerinRenée Soutendijk (* 1957)

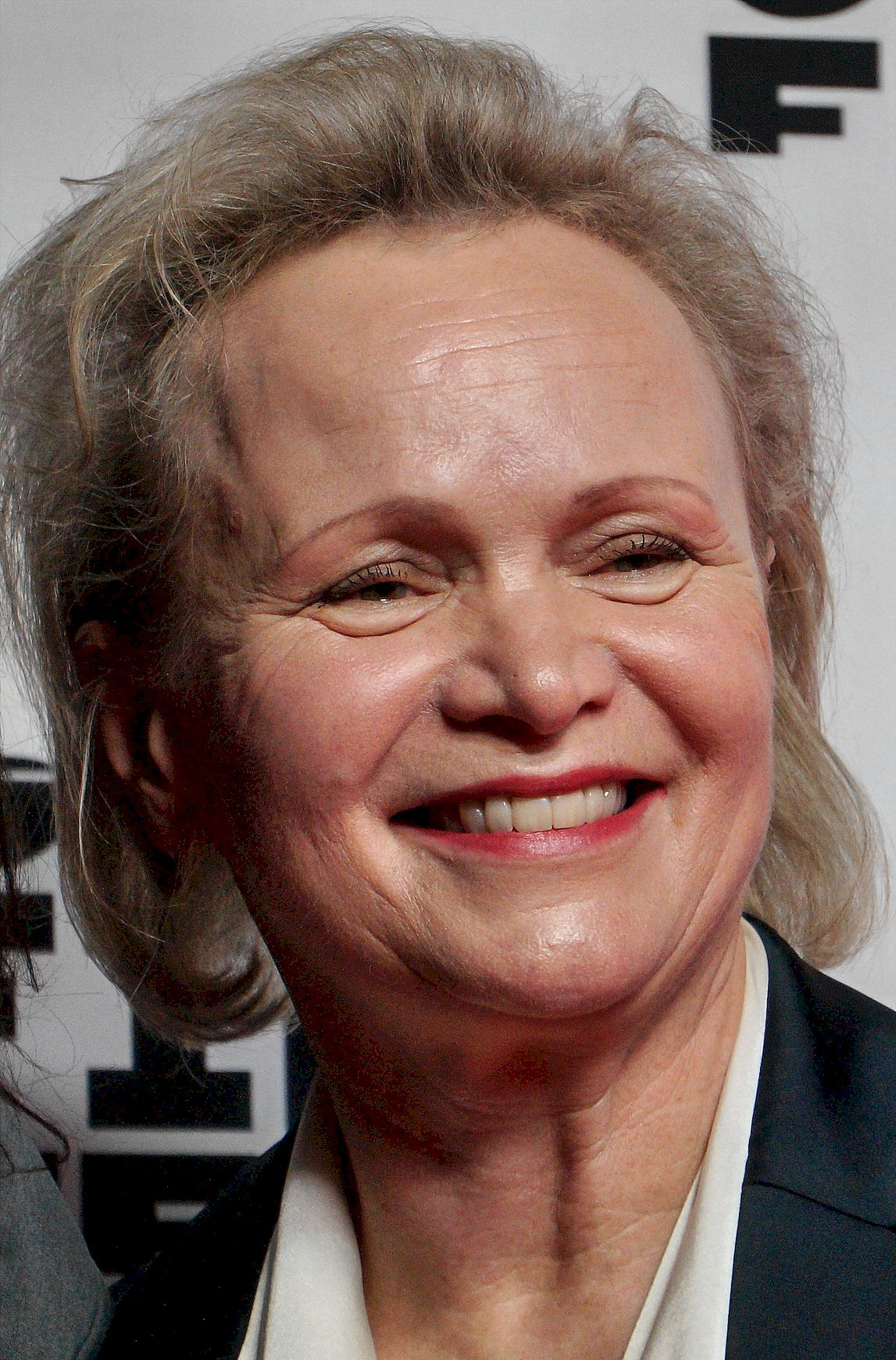
Renée Soutendijk (* 1957)

- Souter, David (1939–2025), US-amerikanischer Jurist und ehemaliger Richter am Obersten Gerichtshof der Vereinigten Staaten
- Souter, Tessa (* 1956), britische Jazzmusikerin
- South, Andrew (* 1980), englischer Badmintonspieler
- South, Charles L. (1892–1965), US-amerikanischer Politiker
- South, Eddie (1904–1962), US-amerikanischer Jazzgeiger
- South, Harry (1929–1990), britischer Jazzmusiker (Pianist, Komponist, Arrangeur)
- South, James (1785–1867), britischer Astronom
- South, Joe (1940–2012), US-amerikanischer Sänger und SongwriterJoe South (1940–2012)

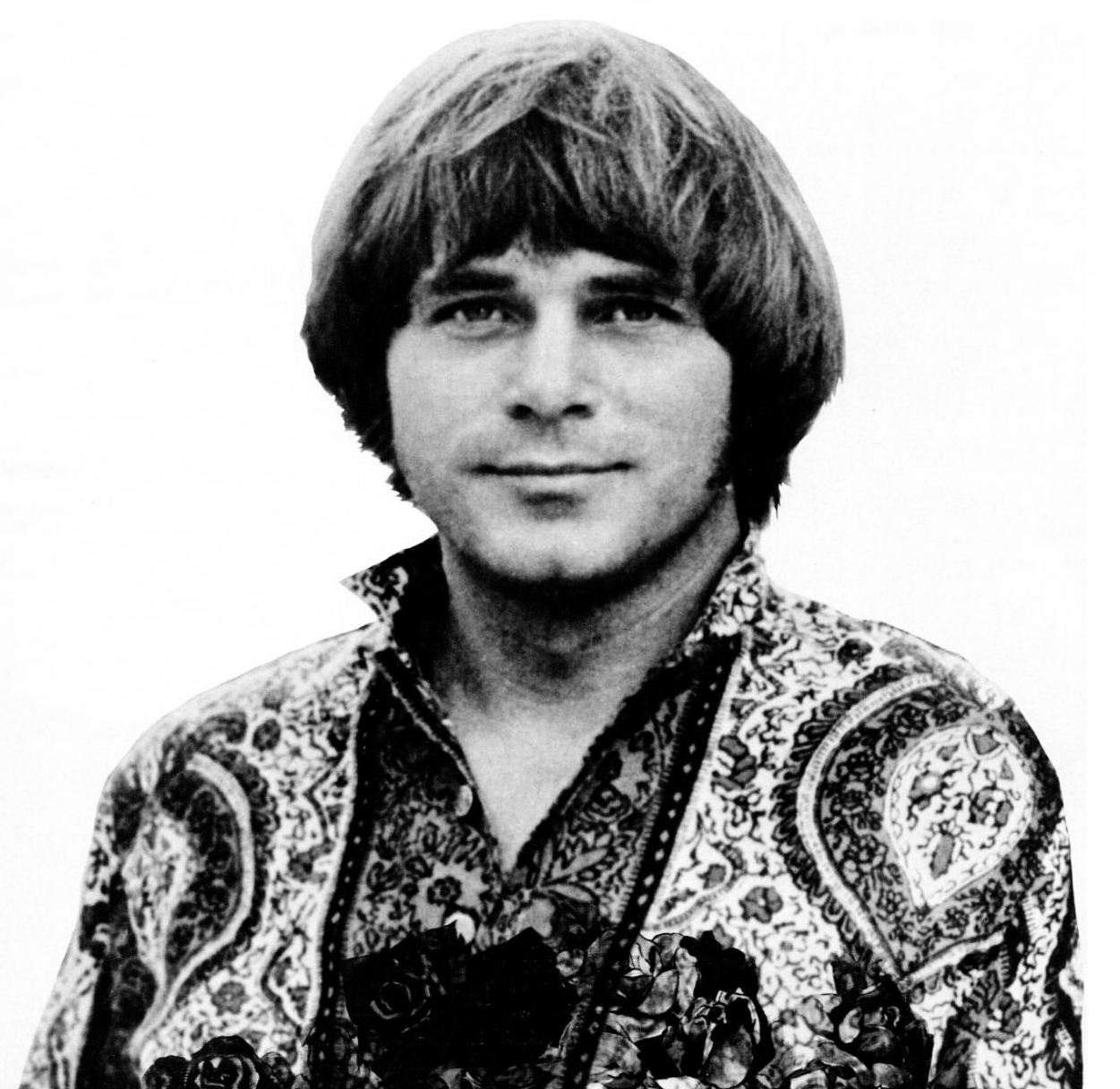
Joe South (1940–2012)

- South, John Glover (1873–1940), US-amerikanischer Diplomat
- South, Leonard J. (1913–2006), US-amerikanischer Kameramann
- South, Melanie (* 1986), englische Tennisspielerin
- South, Seán († 1957), irisches Mitglied der Irish Republican Army
- South, Stephen (* 1952), britischer Rennfahrer
- Southall, Frank (1904–1964), britischer Radrennfahrer
- Southall, Ivan (1921–2008), australischer Jugendbuchautor
- Southall, Monty (1907–1993), britischer Radrennfahrer
- Southall, Neville (* 1958), walisischer FußballtorwartNeville Southall (* 1958)

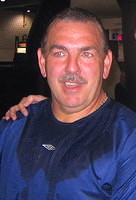
Neville Southall (* 1958)

- Southall, Robert G. (1852–1924), US-amerikanischer Politiker
- Southam, Ann (1937–2010), kanadische Komponistin
- Southam, Chester M. (1919–2002), US-amerikanischer Onkologe
- Southam, Flynn (* 2005), australischer Schwimmer
- Southam, James (* 1978), US-amerikanischer Skilangläufer
- Southam, Tom (* 1981), britischer Radrennfahrer, Sportlicher Leiter und Autor
- Southard, Henry (1747–1842), US-amerikanischer Politiker
- Southard, Isaac (1783–1850), US-amerikanischer Politiker
- Southard, James H. (1851–1919), US-amerikanischer Politiker
- Southard, Milton I. (1836–1905), US-amerikanischer Politiker
- Southard, Samuel L. (1787–1842), US-amerikanischer Politiker und Gouverneur des Bundesstaates New Jersey (1832–1833)
- Southcott, Joanna (1750–1814), englische Schwärmerin
- Southee, Tim (* 1988), neuseeländischer Cricketspieler
- Southeil, Ursula (1488–1561), britische Sagenfigur, Yorkshire Folklore
- Souther, J. D. (1945–2024), US-amerikanischer Countryrock-Musiker, Singer-Songwriter und Schauspieler
- Southerland, Boots, US-amerikanischer Schauspieler und Stuntman
- Southerland, James (* 1990), US-amerikanischer Basketballspieler
- Southerland, Mittie D. (* 1950), US-amerikanische Kriminologin
- Southerland, Steve (* 1965), US-amerikanischer Politiker
- Southern, Arthur (1883–1940), britischer Turner
- Southern, Ashleigh (* 1992), australische Wasserballspielerin
- Southern, Clara (1860–1940), australische Künstlerin
- Southern, Daniel (* 1976), US-amerikanischer Schauspieler
- Southern, Eddie (1938–2023), US-amerikanischer Sprinter und Hürdenläufer
- Southern, Edwin (* 1938), britischer Molekularbiologe und Entwickler der Southern-Blot-Technik
- Southern, Jeri (1926–1991), US-amerikanische Jazzpianistin und Sängerin
- Southern, Lauren (* 1995), kanadische politische Aktivistin, welche mit der Alt-Right in Verbindung gebracht wirdLauren Southern (* 1995)

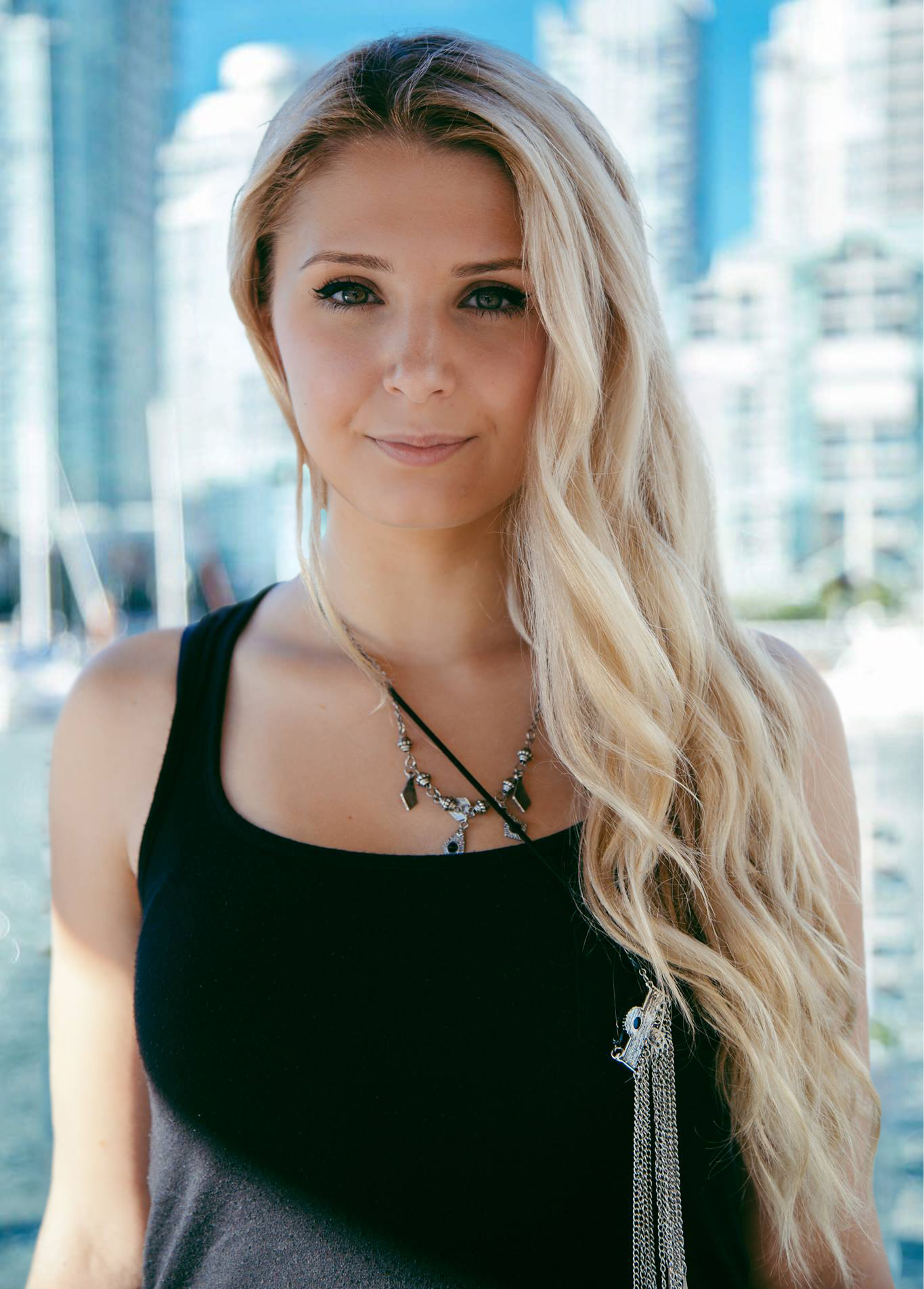
Lauren Southern (* 1995)

- Southern, Margaret (* 1931), kanadische Reitstallbetreiberin
- Southern, Pat (* 1948), britische Bibliothekarin und Historikerin
- Southern, Richard William (1912–2001), britischer Mittelalterhistoriker
- Southern, Ron (1930–2016), kanadischer Unternehmer
- Southern, Taryn (* 1986), US-amerikanische Schauspielerin und Sängerin
- Southern, Terry (1924–1995), US-amerikanischer Schriftsteller, Essayist, Drehbuchautor und Hochschullehrer
- Southern-Heathcott, Linda (* 1963), kanadische Springreiterin
- Southey, Ambrose (1923–2013), britischer römisch-katholischer Geistlicher, Trappist, Abt und Generalabt
- Southey, Peter (1962–1983), englischer Fußballspieler
- Southey, Robert (1774–1843), englischer Dichter, Geschichtsschreiber und Kritiker
- Southgate, Gareth (* 1970), englischer Fußballspieler und -trainerGareth Southgate (* 1970)

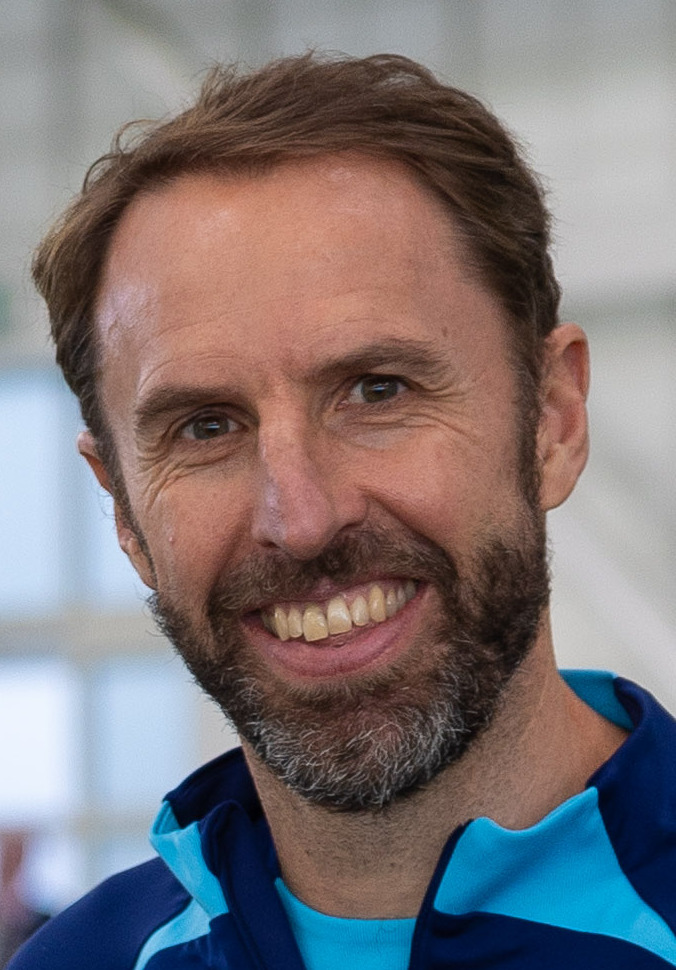
Gareth Southgate (* 1970)

- Southgate, Thomas (1894–1970), britischer Ruderer
- Southgate, Tony (* 1940), britischer Ingenieur, Rennwagen-Konstrukteur und Gründungsmitglied des Arrows-Teams
- Southgate, Troy (* 1965), britischer Schriftsteller, Musiker und nationalanarchistischer Aktivist
- Southgate, William Wright (1800–1849), US-amerikanischer Politiker
- Southon, Emma, britische Althistorikerin und Autorin
- Southon, Mike, englischer Kameramann
- Southorn, Jordon (* 1990), kanadischer Eishockeyspieler
- Southorn, Thomas (1879–1957), britischer Kolonialadministrator
- Southstar, Discjockey und Musikproduzent
- Southwell, Paul (1913–1979), Ministerpräsident von St. Kitts und Nevis
- Southwell, Richard V. (1888–1970), britischer Ingenieurwissenschaftler für Mechanik
- Southwell, Robert († 1595), englischer Jesuit, Dichter und Märtyrer
- Southwick, E. Michael (* 1945), US-amerikanischer Diplomat
- Southwick, George N. (1863–1912), US-amerikanischer Politiker
- Southwick, Solomon (1773–1839), US-amerikanischer Redakteur, Zeitungseigentümer und Politiker
- Southwick-King, Shawn (* 1959), US-amerikanische Sängerin, Schauspielerin und ModelShawn Southwick-King (* 1959)

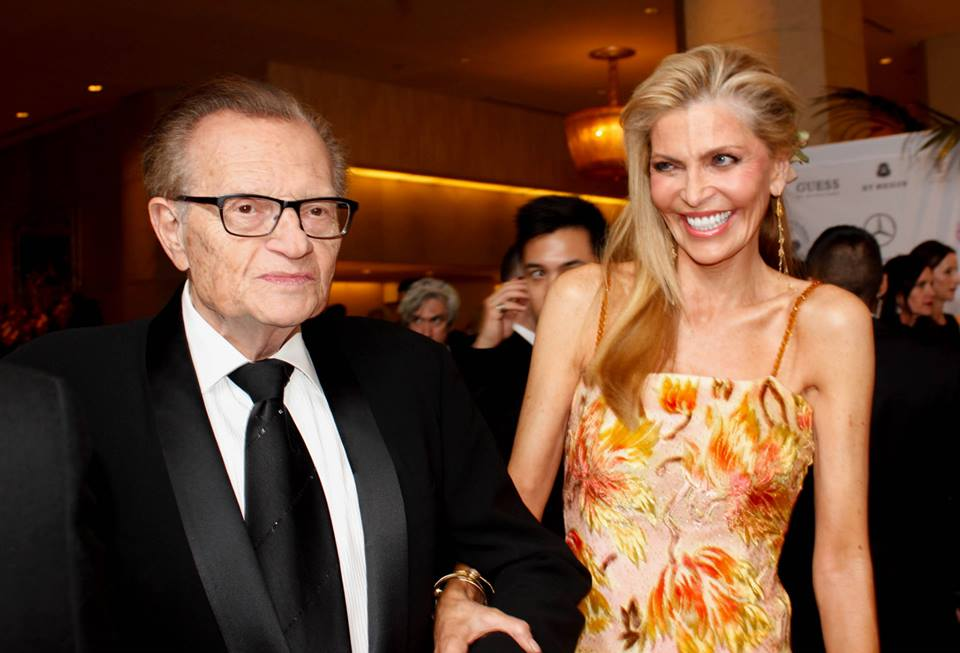
Shawn Southwick-King (* 1959)

- Southwood, Charles (1937–2009), US-amerikanischer Schauspieler
- Southwood, Leslie (1906–1986), britischer Ruderer
- Southwood, Richard (1931–2005), britischer Zoologe, Ökologe und Insektenkundler
- Southworth, Albert Sands (1811–1894), US-amerikanischer Fotopionier
- Southworth, E. D. E. N. (1819–1899), amerikanische Schriftstellerin
- Southworth, George C. (1890–1972), US-amerikanischer Hochfrequenztechniker
- Southworth, Jack (1866–1956), englischer Fußballspieler
- Southworth, John († 1654), englischer katholischer Priester, Märtyrer und Heiliger der katholischen Kirche
- Southworth, John (1929–2004), englischer Schauspieler
- Soutif, Michel (1921–2016), französischer Physiker
- Soutine, Chaim (1893–1943), belarussischer MalerChaim Soutine (1893–1943)

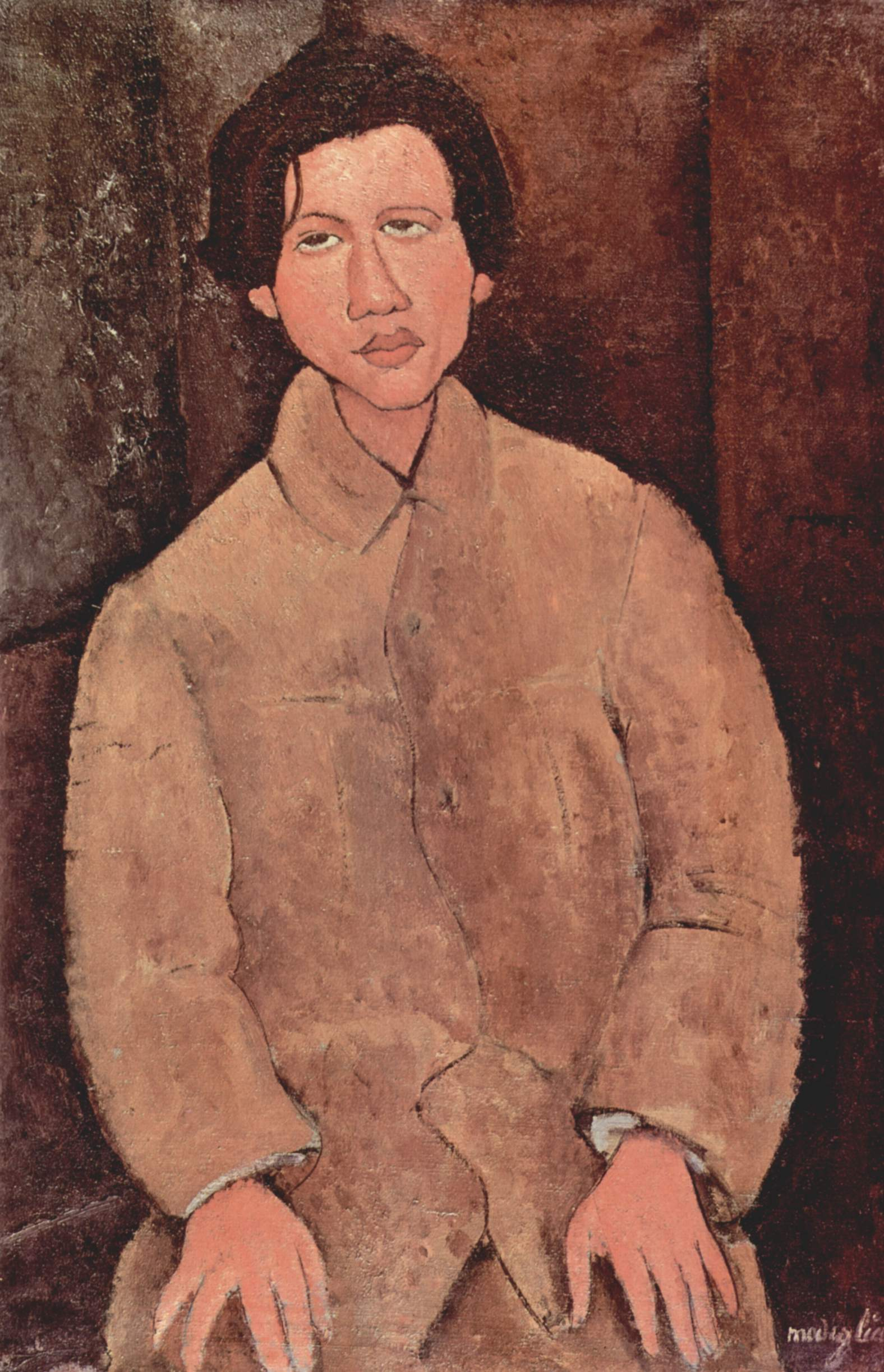
Chaim Soutine (1893–1943)

- Soutman, Pieter Claesz. († 1657), niederländischer Maler und Kupferstecher
- Souto Maior Wanderley, George (* 1996), brasilianischer Beachvolleyballspieler
- Souto, Luís do, portugiesischer Seemann
- Souto, Rafael (* 1930), uruguayischer Fußballspieler
- Souto, Ramón (* 1976), spanischer Komponist
- Souto, Rodrigo Ribeiro (* 1983), brasilianischer Fußballspieler
- Souto-Maior, Manuel de, portugiesischer Gouverneur von Portugiesisch-Timor
- Soutschek, Steffen (* 1970), deutscher Fußballspieler
- Souttar, Harry (* 1998), schottischer Fußballspieler
- Souttar, John (* 1996), schottischer Fußballspieler
- Soutter, James (1885–1966), britischer Sprinter und Mittelstreckenläufer
- Soutter, Louis (1871–1942), Schweizer MalerLouis Soutter (1871–1942)

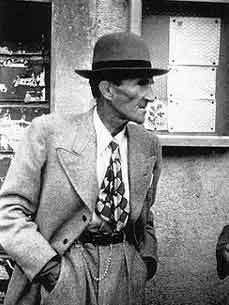
Louis Soutter (1871–1942)

- Soutter, Lucy (* 1967), englische Squashspielerin
- Soutter, Michel (1932–1991), Schweizer Filmregisseur, Drehbuchautor und Filmproduzent
- Soutter, Philippe (* 1962), Schweizer Unihockeyspieler und Unihockeytrainer
- Soutter, Rodolphe (1789–1866), Schweizer Politiker

### Souv
- Souvage, Nicolas, Pariser Pferdehändler
- Souvaine, Diane (* 1954), US-amerikanische Mathematikerin, Informatikerin und Hochschullehrerin
- Souvairan, Pierre (1911–2000), schweizerisch-kanadischer Pianist und Musikpädagoge französischer Herkunft
- Souvairan, Pierre (1921–1998), Schweizer Missionar
- Souvanhansok, Xaysavath (* 1999), laotischer Fußballspieler
- Souvanna Phouma (1901–1984), laotischer Politiker, Premierminister von Laos (1951–1954, 1956–1958, 1960 und 1962–1975)
- Souvanny, Kydavone (* 1999), laotischer Fußballspieler
- Souvarine, Boris (1895–1984), französischer politischer Aktivist und Publizist
- Souverbie, Jean (1891–1981), französischer Maler
- Souvestre, Émile (1806–1854), französischer Roman- und Bühnendichter
- Souvestre, Marie (1835–1905), französische Feministin, Menschenrechtsaktivistin und Schulleiterin
- Souvestre, Pierre (1874–1914), französischer Rechtsanwalt, Journalist, Schriftsteller, Organisator von Motorsportanläßen und einer der ersten Automobilhistoriker
- Souvignier, Ica (1961–2012), deutsche Filmproduzentin
- Souvignier, Michael (* 1958), deutscher Filmproduzent, Regisseur und FotografMichael Souvignier (* 1958)

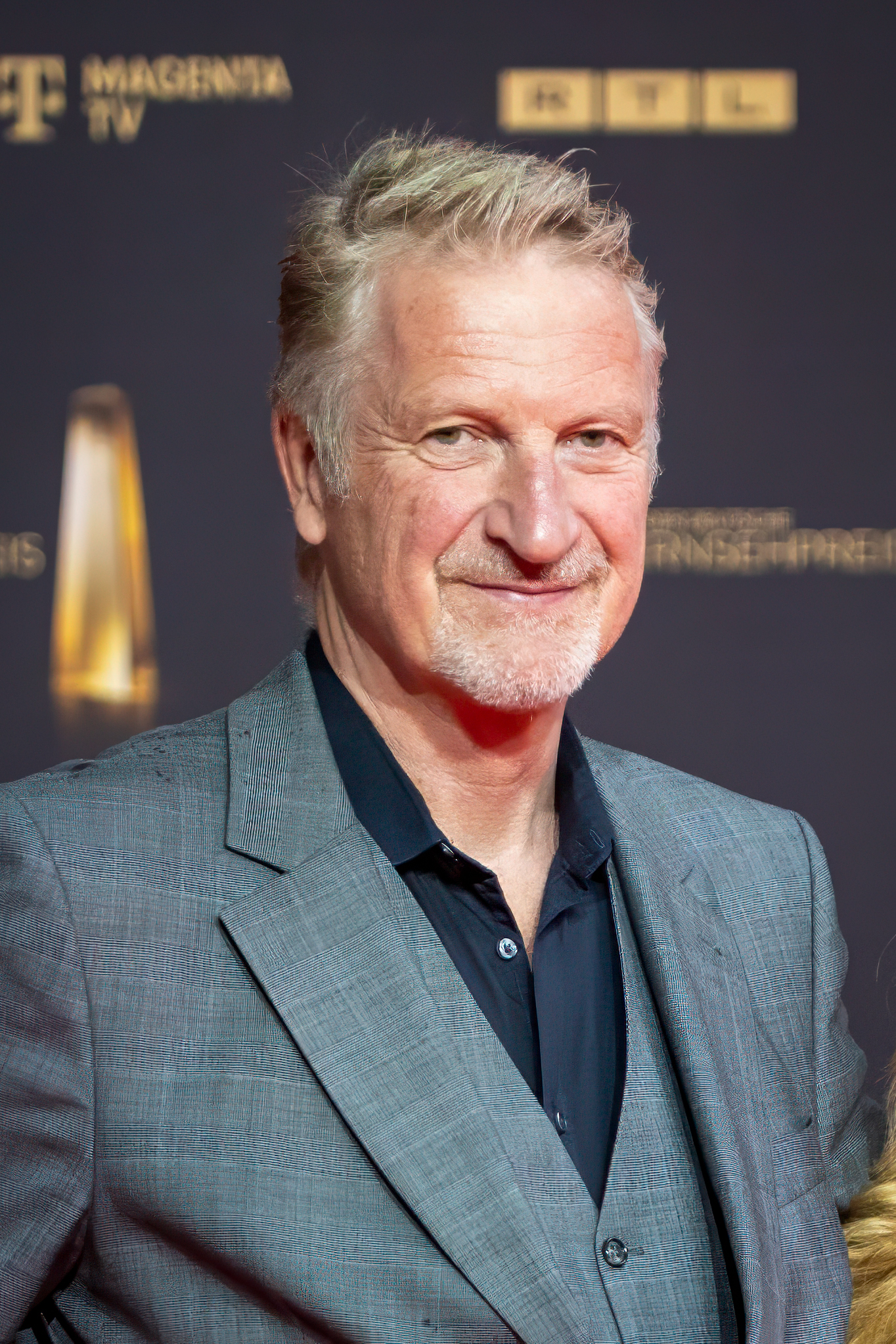
Michael Souvignier (* 1958)

- Souville, Tom (1777–1839), französischer Freibeuter, Korsar und Freimaurer
- Souvré, Gilles de († 1624), Gouverneur von Touraine
- Souvré, Jean de († 1656), französischer Adliger und Militär, Premier Gentilhomme de la Chambre du Roi
- Souvré, Madeleine de (1598–1678), französische Adlige und Salonière

### Souw
- Souwer, Andy (* 1982), niederländischer Thaiboxer
- Souwer, Sophie (* 1987), niederländische Ruderin

### Souy
- Souyioul, Michalis (1906–1958), griechischer Komponist und Musiker

### Souz
- Souza Aranha Jùnior, Olavo Egídio de (1887–1972), brasilianischer Ingenieur, Unternehmer
- Souza Campos, José Carlos de (* 1968), brasilianischer Geistlicher, römisch-katholischer Erzbischof von Montes Claros
- Souza Cardoso, Rodrigo de (* 1982), brasilianischer Fußballspieler
- Souza da Silva Junior, Antonio Carlos (* 1994), brasilianischer Fußballspieler
- Souza da Silva, Bruno Felipe (* 1994), brasilianischer Fußballspieler
- Souza da Silva, Gislaine Cristina (* 1988), brasilianische Fußballspielerin
- Souza Dantas, Luís Martins de (1876–1954), brasilianischer Diplomat und Gerechter unter den Völkern
- Souza de Jesus, Júlio César (* 1971), brasilianischer Geistlicher, römisch-katholischer Bischof von Floriano
- Souza Diniz, Renan (* 1993), brasilianischer Fußballspieler
- Souza dos Santos, Carlos Alberto (* 1960), brasilianischer Fußballspieler
- Souza e Silva, Antônio José Maria de (* 1950), brasilianischer Diplomat
- Souza Fernandes, George Ney de (* 1950), brasilianischer Diplomat
- Souza Ferreira Huby, Luis Emilio de (1908–2008), peruanischer Fußballspieler
- Souza Filho, Carlos Alves de (1901–1990), brasilianischer Diplomat
- Souza Fontes Arruda, Sérgio de (* 1943), brasilianischer Diplomat
- Souza Fraga, Almir de (* 1969), brasilianischer Fußballspieler
- Souza Gomes, Benjamin de (1911–1995), brasilianischer Geistlicher, römisch-katholischer Bischof von Paranavaí
- Souza Gomes, Evaldo de (* 1963), brasilianischer Kommunalpolitiker
- Souza Gomes, João Carlos de (* 1948), brasilianischer Diplomat
- Souza Gonçalves, Ronir de (* 1990), brasilianischer Fußballspieler
- Souza Goulart, Walter de (1912–1951), brasilianischer Fußballtorhüter
- Souza Júnior, Carlos Antonio de (* 1994), brasilianischer Fußballspieler
- Souza Martins, Raimundo Nonato (* 1956), brasilianischer Kommunalpolitiker
- Souza Monteiro, Patrick Robson de (* 1998), brasilianischer Fußballspieler
- Souza Mota, Mario de (* 1958), brasilianischer Fußballspieler
- Souza Motta, Jhonatan (* 1989), uruguayischer Fußballspieler
- Souza Oliveira, Willer (* 1979), brasilianischer Fußballspieler
- Souza Reguera, Darlene de (* 1990), brasilianische Fußballspielerin
- Souza Ribeiro, Alexsandro Victor de (* 1999), brasilianischer Fußballspieler
- Souza Santos, Marcel Damy de (1914–2009), brasilianischer experimenteller Kernphysiker
- Souza Silva, Aléx Bruno de (* 1993), brasilianischer Fußballspieler
- Souza Silva, Carlos Alexandre de (* 1986), brasilianischer Fußballspieler
- Souza Silva, Willamis de (* 1979), brasilianischer Fußballspieler
- Souza Valério, Richard Willian de (* 2001), brasilianischer Fußballspieler
- Souza, Adélaïde de (1761–1836), französische Romanschriftstellerin und Salonnière
- Souza, Adílson Ferreira de (* 1978), brasilianischer Fußballspieler
- Souza, Alberto Luiz de (* 1975), brasilianischer Fußballspieler
- Souza, Alexsandro de (* 1977), brasilianischer Fußballspieler und -trainerAlexsandro de Souza (* 1977)

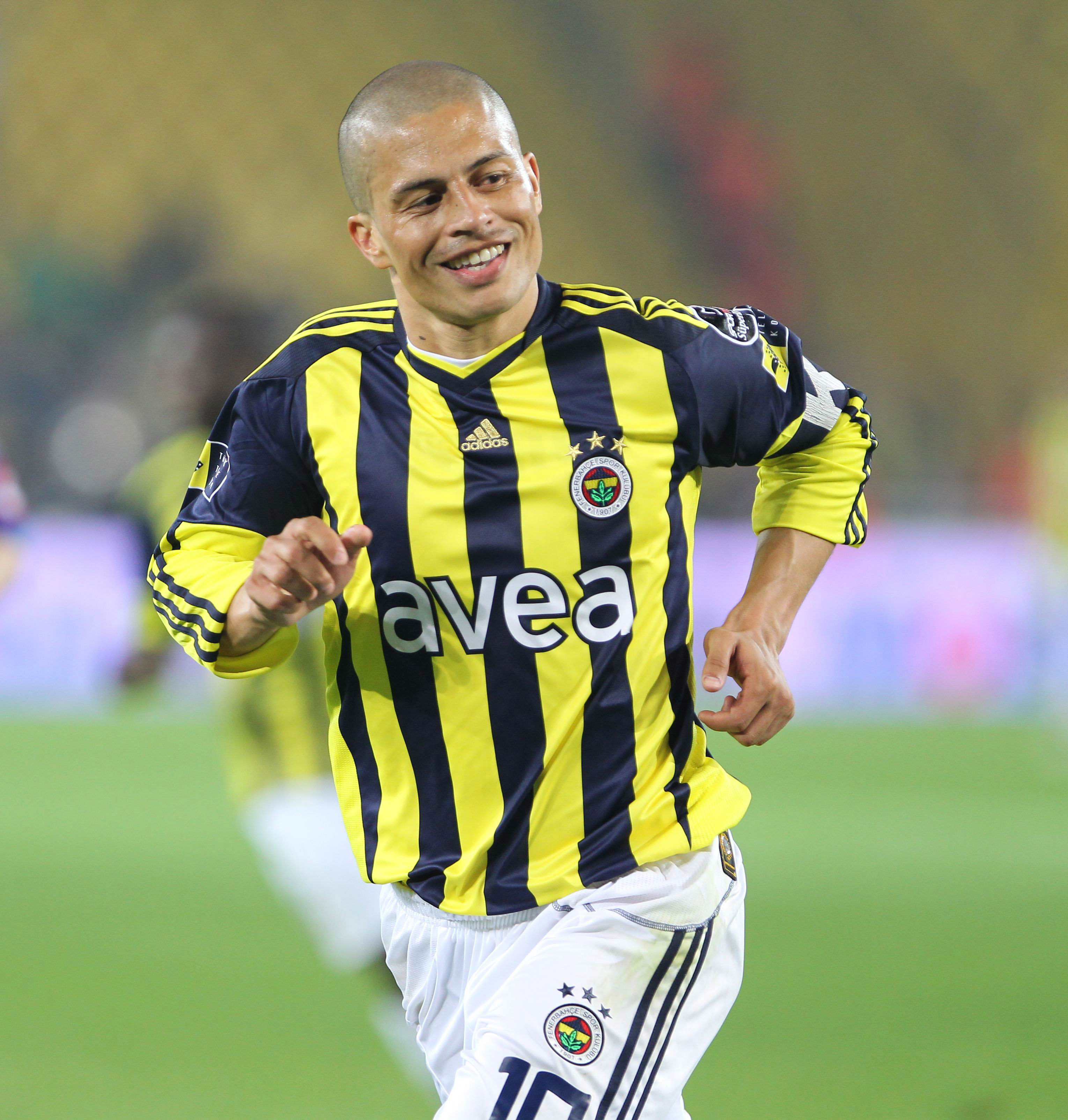
Alexsandro de Souza (* 1977)

- Souza, Andherson Franklin Lustoza de (* 1969), brasilianischer römisch-katholischer Geistlicher, Weihbischof in Vitória
- Souza, André Felipe Ribeiro de (* 1990), brasilianischer Fußballspieler
- Souza, Antônio de (* 1929), brasilianischer Ordensgeistlicher, emeritierter Bischof von Assis
- Souza, Antônio Francisco de Paula (1843–1917), brasilianischer Ingenieur und Politiker
- Souza, Aparecido Donizete de (* 1964), brasilianischer römisch-katholischer Geistlicher, Weihbischof in Cascavel
- Souza, Beatriz (* 1998), brasilianische Judoka
- Souza, Bernardo Vieira de (* 1990), brasilianischer Fußballspieler
- Souza, Bruno Alves de (* 1992), brasilianischer Fußballspieler
- Souza, Bruno Fernandes de (* 1984), brasilianischer Fußballspieler
- Souza, Carlos Andrade (* 1987), brasilianischer Fußballspieler
- Souza, Carlos Martins Pereira e (1884–1965), brasilianischer Diplomat
- Souza, Carmen (* 1981), Jazz- und Weltmusik-Sängerin und Songwriterin
- Souza, Caru Alves de (* 1979), brasilianische Regisseurin, Drehbuchautorin
- Souza, Christopher de (* 1976), singapurischer Politiker und Jurist
- Souza, Clarisse de (* 1957), brasilianische Informatikerin und Hochschullehrerin
- Souza, Cláudio Roberto (* 1973), brasilianischer Sprinter
- Souza, Cristian (* 1995), uruguayischer Fußballspieler
- Souza, Damião Ancelmo de (* 1979), brasilianischer Langstreckenläufer
- Souza, Danilo de (* 1983), brasilianischer Fußballspieler
- Souza, Deivid de (* 1979), brasilianischer Fußballspieler
- Souza, Diego (* 1984), brasilianischer Fußballspieler
- Souza, Diego (* 1985), brasilianischer Fußballspieler
- Souza, Diego De (* 1984), uruguayischer Fußballspieler
- Souza, Douglas (* 1995), brasilianischer Volleyballspieler
- Souza, Edson Aparecido de (* 1962), brasilianischer Fußballspieler
- Souza, Edward de (* 1932), britischer Schauspieler
- Souza, Eladio de, uruguayischer Fußballspieler
- Souza, Elias Emanuel de Magalhães (* 1999), brasilianischer Fußballspieler
- Souza, Emanuelle Dutra Fernandes de, brasilianische Fußballspielerin, Beachvolleyballspielerin und Sportfunktionärin
- Souza, Érika de (* 1982), brasilianische Basketballspielerin
- Souza, Fabrício de (* 1982), brasilianischer Fußballspieler
- Souza, Felipa de (* 1556), Opfer der portugiesischen Inquisition in Brasilien
- Souza, Fernando César de (* 1980), brasilianischer Fußballspieler
- Souza, Filipe de (* 1976), macauischer Automobilrennfahrer
- Souza, Francis Newton (1924–2002), indischer Künstler
- Souza, Frederico (* 1972), brasilianischer Beachvolleyballspieler
- Souza, Geraldo de Paula (* 1961), brasilianischer römisch-katholischer Ordensgeistlicher und Weihbischof in Niterói
- Souza, Gérson de (* 1959), brasilianischer Sprinter
- Souza, Gleison De Paula (* 1984), brasilianischer Theologe und Kurienbeamter
- Souza, Hélder de (1901–1957), portugiesischer Springreiter
- Souza, Hélia (* 1970), brasilianische Volleyballspielerin
- Souza, Hudson de (* 1977), brasilianischer Mittelstrecken-, Langstrecken- und Hindernisläufer
- Souza, Hugo (* 1985), uruguayischer Fußballspieler
- Souza, Hugo (* 1999), brasilianischer Fußballspieler
- Souza, Isabela (* 1998), brasilianische Schauspielerin, Sängerin, Songwriterin und Model
- Souza, Isidore de (1934–1999), beninischer römisch-katholischer Geistlicher und Erzbischof von Cotonou
- Souza, Ivan Saraiva de (* 1982), brasilianischer Fußballspieler
- Souza, Jackson de (* 1990), brasilianischer Fußballspieler
- Souza, Jennifer (* 1999), deutsche Handballspielerin
- Souza, Jessé (* 1960), brasilianischer Soziologe
- Souza, Jhonnes Marques de (* 1984), brasilianischer Fußballspieler
- Souza, João (* 1988), brasilianischer TennisspielerJoão Souza (* 1988)

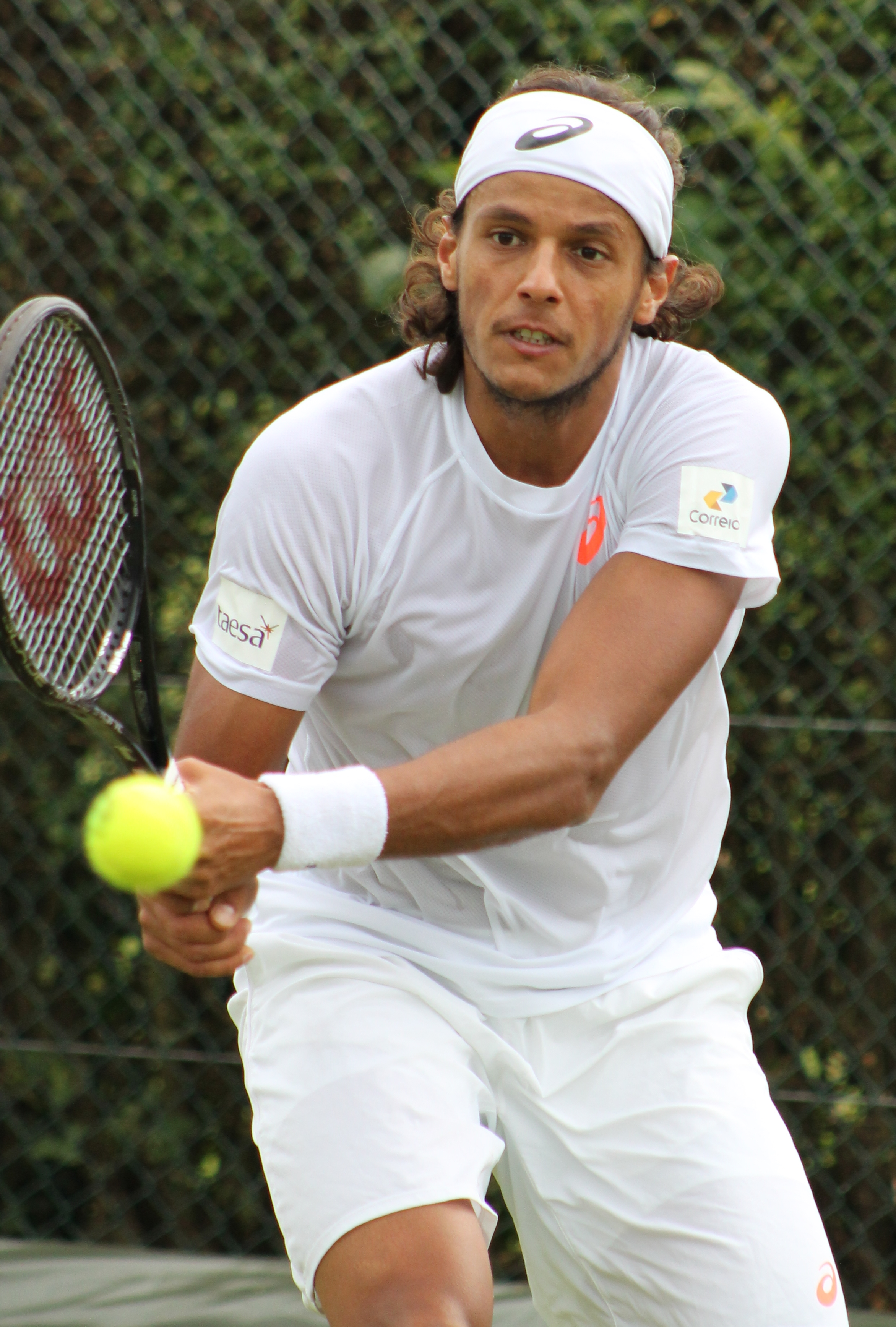
João Souza (* 1988)

- Souza, João Alves de (* 1958), brasilianischer Marathonläufer
- Souza, Joaquim Silvério de (1859–1933), brasilianischer Geistlicher und römisch-katholischer Erzbischof von Diamantina
- Souza, Karen (* 1984), argentinische Popjazz- und Bossa-Sängerin
- Souza, Karla (* 1985), mexikanische Fernseh- und FilmschauspielerinKarla Souza (* 1985)

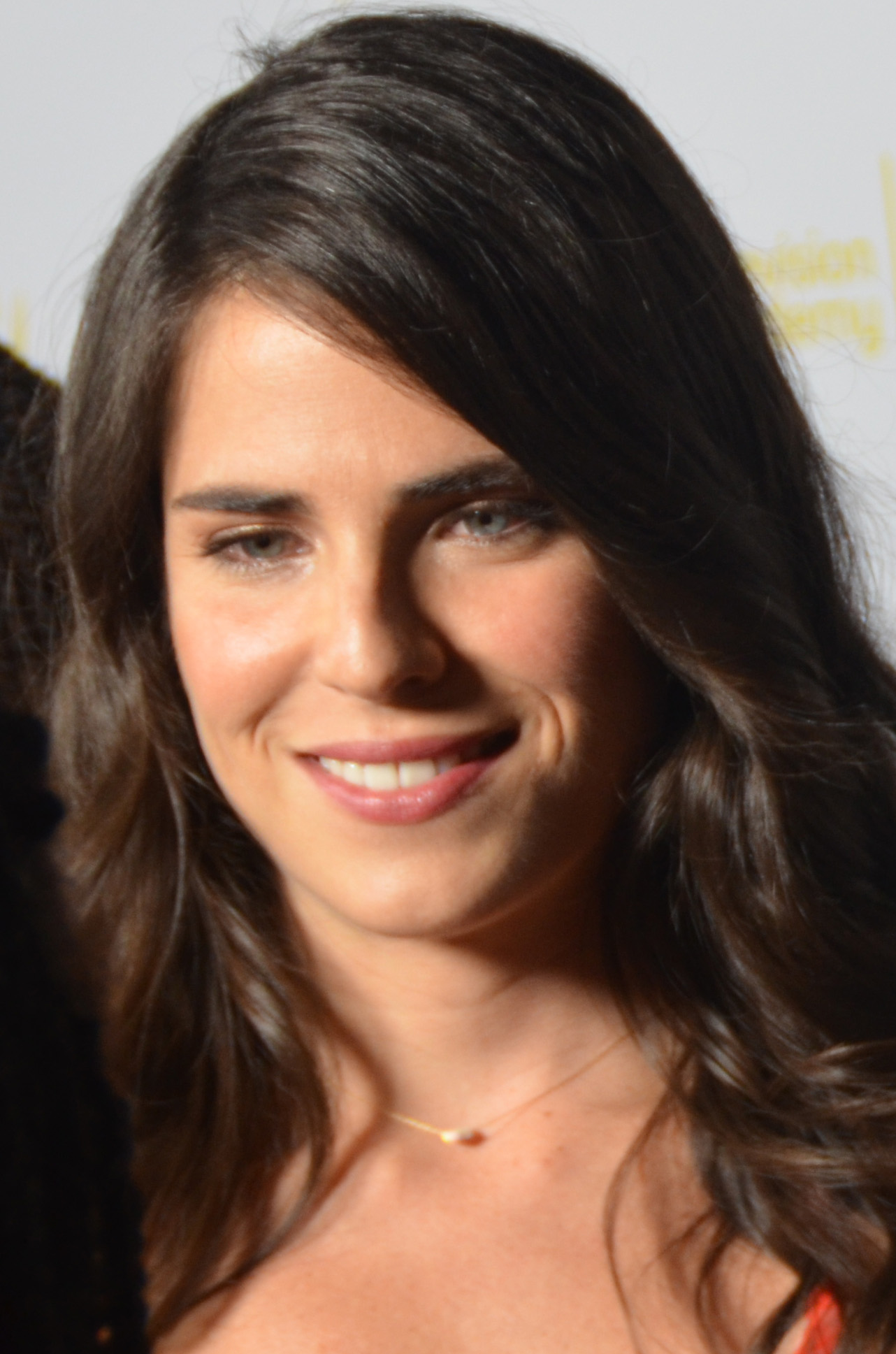
Karla Souza (* 1985)

- Souza, Karoline de (* 1990), brasilianische Handballspielerin
- Souza, Kenny (* 1964), US-amerikanischer Duathlet
- Souza, Laís (* 1988), brasilianische Kunstturnerin und Freestyle-Skierin
- Souza, Leonardo Nascimento Lopes de (* 1997), brasilianischer Fußballspieler
- Souza, Letícia de (* 1996), brasilianische Sprinterin
- Souza, Luciana (* 1966), brasilianische Sängerin und Songwriterin
- Souza, Maria Adélia Aparecida de (* 1940), brasilianische Geografin
- Souza, Martine de (* 1973), mauritische Badmintonspielerin
- Souza, Matheus (* 1995), brasilianischer Fußballspieler
- Souza, Mike (* 1978), italo-amerikanischer Eishockeyspieler und -trainer
- Souza, Paul-Émile de (1931–1999), beninischer Präsident (1969–1970)
- Souza, Pete (* 1954), US-amerikanischer Fotojournalist
- Souza, Rafaelle (* 1991), brasilianische Fußballspielerin
- Souza, Raul de (1934–2021), brasilianischer Jazz-Posaunist und Bandleader
- Souza, Robert de Pinho de (* 1981), brasilianischer Fußballspieler
- Souza, Roberto de (* 1985), brasilianischer Fußballspieler
- Souza, Rodrigo (* 1987), brasilianischer Fußballspieler
- Souza, Ruth Roberta de (1968–2021), brasilianische Basketballspieler
- Souza, Sergio (* 1985), uruguayischer Fußballspieler
- Souza, Sidiclei de (* 1972), brasilianischer Fußballspieler
- Souza, Steve (* 1964), US-amerikanischer SängerSteve Souza (* 1964)

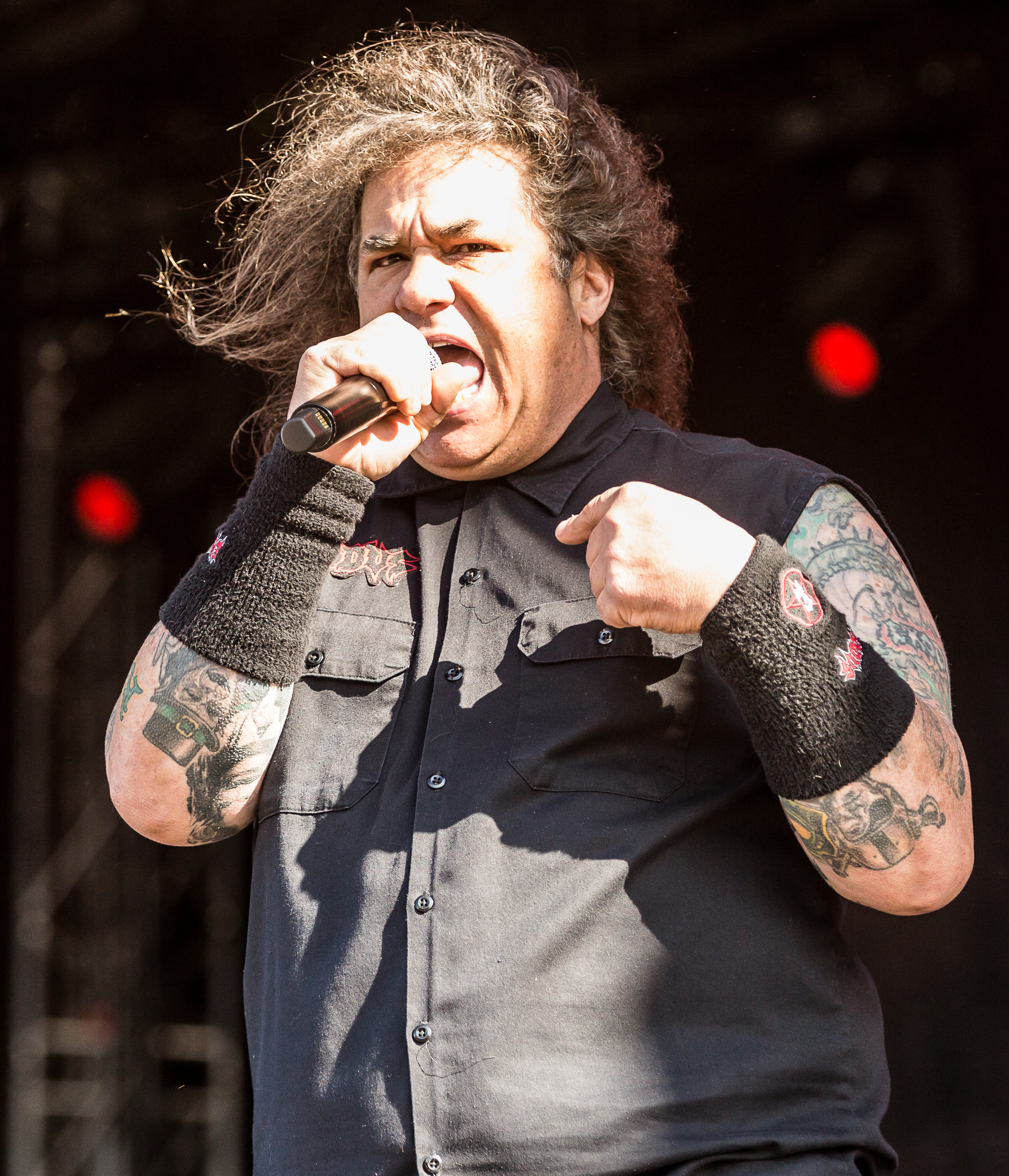
Steve Souza (* 1964)

- Souza, Valeria (* 1958), mexikanische Evolutionsbiologin
- Souza, Wallace (1958–2010), brasilianischer Fernsehmoderator und Politiker
- Souza, Wallace de (* 1987), brasilianischer Volleyballspieler
- Souza, Wellingsson de (* 1989), brasilianischer Fußballspieler
- Souza, Willian José de (* 1986), brasilianischer Fußballspieler
- Souza, Yuri de (* 1982), brasilianischer Fußballspieler
- Souza-Cardoso, Amadeo de (1887–1918), portugiesischer Maler
- Souzay, Gérard (1918–2004), französischer Opern- und Liedsänger (Bariton)